# Szuper-dreadnought csatahajó

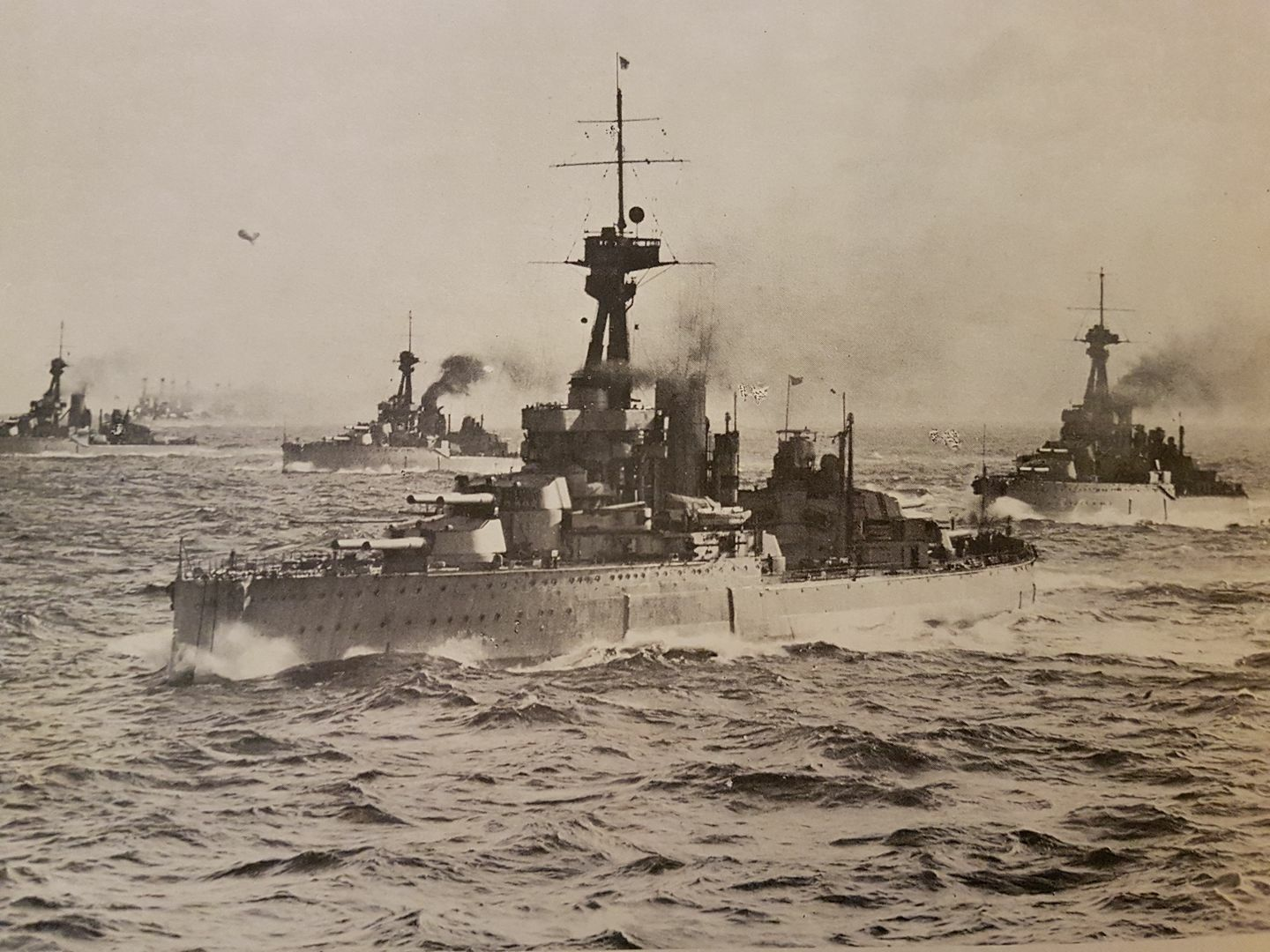
Az első szuper-dreadnought csatahajók, a brit Orion osztály négy egysége a nyílt tengeren.

Szuper-dreadnoughtnak nevezzük a dreadnought csatahajók harmadik generációjába tartozó, 305 mm-es kalibernél nagyobb űrméretű (343 mm, 356 mm, 381 mm, 406 mm, 410 mm) lövegekkel felszerelt, elődeiknél nagyobb méretű, erősebb páncélzatú egységeket. Az első szuper-dreadnought típus a brit Orion osztály volt. Az első világháborút megelőzően a tengereket évszázadok óta uraló Nagy-Britannia és a Német Császárság haditengerészetei, a Royal Navy és a Kaiserliche Marine között óriási flottaépítési verseny bontakozott ki. A britek 1905-ben vízre bocsátották a forradalmi HMS Dreadnought csatahajót, melynek tűzereje az addigi fő hadihajótípusnak tekintett sorhajók (más terminológia szerint pre-dreadnought csatahajók) közül még a legjobbakét is két és félszeresen felülmúlta, ráadásul sokkal erősebb páncélzattal rendelkezett, s gyorsabb is volt azoknál. Egy csapásra reménytelenül elavulttá tette az összes létező nehéz hadihajót. A Dreadnoughtot megrendelő John Arbuthnot Fisher (1841-1920) admirális szándékával ellentétben azonban az új egység nemhogy véget vetett volna a haditengerészeti fegyverkezési versenynek, hanem valamennyi nagyhatalmat lázas drednought csatahajó építésre ösztönzött. Egyre nagyobb és erősebb csatahajók épültek, az Orion osztály megjelenése a kortársak számára is azonnal érzékelhető, nagy minőségi ugrást jelentett, ezért nevezték el ezeket és utódaikat szuper-dreadnought csatahajóknak.

## Brit szuper-dreadnought csatahajók

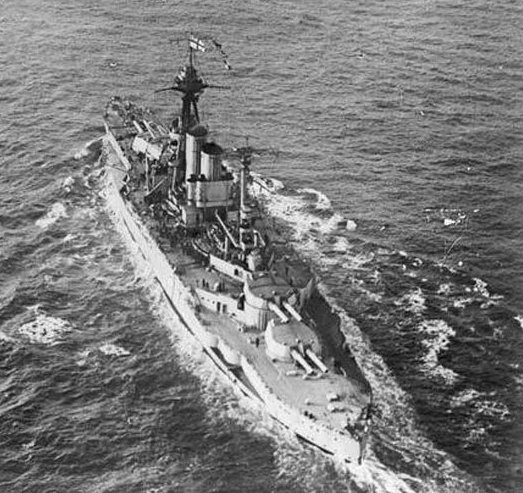
A Queen Elizabeth osztályú HMS Queen Elizabeth brit szuper-dreadnought csatahajó 1918-ban. Az HMS Queen Elizebeth-et egy új kategória, a gyors csatahajó első egységének is tekintik.

Az Orion osztály egységei az 1909-1910-es flottafejlesztési program részét képezték. Ez a terv eredetileg két csatahajó (Colossus osztály: HMS Colossus, HMS Hercules) és egy csatacirkáló (HMS Indefatigable) megépítésével számolt. 1909 áprilisában azonban bővítették egy harmadik csatahajóval, ez lett az HMS Orion, mely a korábbiak 305 mm-es főfegyverzete helyett már új típusú, jóval erősebb 343 mm-es ágyúkat kapott. A német dreadnought építés üteme miatt pánikhangulatba került, és erélyes válaszlépéseket követelő brit közvélemény nyomására, melyet a korabeli hazafias szellemű szlogen is kifejezett "we want eight, and we won't wait", 1909 augusztusában három újabb, ilyen típusú csatahajó (HMS Thunderer, HMS Monarch, HMS Conqueror) és egy második csatacirkáló (HMS New Zealand), összesen nyolc nehéz hadihajó megrendelése mellett döntött a parlament. Eredetileg a későbbi HMS Monarch az HMS King George V nevet kapta volna, de végül a Monarch ("Uralkodó") elnevezés mellett döntöttek, a regnáló V. György király nevét pedig a következő csatahajóosztály első tagja örökölte.
Az Orion osztály után a következő brit típusok, a King George V (HMS King Gorge V, HMS Centurion, HMS Ajax, HMS Audacious) és az Iron Duke osztályok (HMS Iron Duke, HMS Marlborough, HMS Benbow, HMS Emperor of India) szintén 10 x 343 mm L/45 lövegből álló fő fegyverzetet kaptak. A Queen Elizabeth (HMS Queen Elizabeth, HMS Warspite, HMS Valiant, HMS Barham, HMS Malaya) és Revenge (HMS Revenge, HMS Resolution, HMS Royal Oak, HMS Royal Sovereign, HMS Ramillies) típusokkal pedig bevezetésre került a még erősebb, 8 x 381 L/42 lövegből álló fő fegyverzet a brit csatahajók körében. Az I. világháború kitörése miatt Nagy-Britannia lefoglalta a brit hajógyárakban Törökország és Chile számára épülő két szuper-dreadnouhghtot, a 10 x 343 mm L/45 löveggel felszerelt Reşadiye-t, melyet HMS Erin és a 10 x 356 mm L/45 löveggel felszerelt Almirante Latorre-t, melyet HMS Canada néven sorolt a Royal Navy állományába. A csatahajókkal párhuzamosan a brit csatacirkálók szintén nehezebb ágyúkat kaptak. A Lion osztály csatacirkálói (HMS Lion, HMS Princess Royal), valamint az egyedi építésű HMS Queen Mary és HMS Tiger csatacirkálók 8 x 343 mm L/45 löveget kaptak. A washingtoni haditengerészeti egyezmény megkötése miatt törölt G3 osztályú és N3 osztályú kolosszális méretű csatahajók, valamint a helyettük épített Nelson osztály (HMS Nelson, HMS Rodney) akkora technológiai ugrást jelentettek, hogy már nem tartoznak a szuper-dreadnought kategóriába.
| Brit szuper-dreadnought csatahajók               | Orion osztály (4 egység)                                                    | King George V osztály (4 egység)                                                 | Iron Duke osztály (4 egység)                                                                          | HMS Erin (ex Reşadiye)                                                                                | HMS Canada (ex Almirante Latorre)                                                                      | Queen Elizabeth osztály (5 egység)                                                                    | Revenge osztály (5 egység)                                                                            |
| ------------------------------------------------ | --------------------------------------------------------------------------- | -------------------------------------------------------------------------------- | --- | --- | --- | --- | --- |
| 1. Vízkiszorítás: sztenderd / maximális:         | 22 200 / 25 870 t                                                           | 23 000 / 25 700 t                                                                | 25 000 / 29 500 t                                                                                     | 22 780 / 25 250 t                                                                                     | 28 000 / 32 300 t                                                                                      | 27 500 / 31 500 t                                                                                     | 28 000 / 31 000 t                                                                                     |
| 2. Hossz:                                        | 177.1 m                                                                     | 182.1 m                                                                          | 189.8 m                                                                                               | 170.5 m                                                                                               | 201.5 m                                                                                                | 196.8 m                                                                                               | 190.3 m                                                                                               |
| 3. Szélesség:                                    | 27 m                                                                        | 27.1 m                                                                           | 27.4 m                                                                                                | 27.9 m                                                                                                | 28 m                                                                                                   | 27.6 m                                                                                                | 27 m                                                                                                  |
| 4. Merülés:                                      | 9.5 m                                                                       | 8.7 m                                                                            | 9 m                                                                                                   | 8.7 m                                                                                                 | 8.7 m                                                                                                  | 8.8 m                                                                                                 | 8.7 m                                                                                                 |
| 5. Övpáncélzat:                                  | 305 –64 mm                                                                  | 305 – 102 mm                                                                     | 305 – 102 mm                                                                                          | 305 – 102 mm                                                                                          | 229 – 102 mm                                                                                           | 330 – 102 mm                                                                                          | 330 – 102 mm                                                                                          |
| 6. Fedélzeti páncélzat:                          | 102 – 45 mm                                                                 | 102 – 25 mm                                                                      | 64 – 25 mm                                                                                            | 76 – 25 mm                                                                                            | 37 + 25 mm                                                                                             | 76 – 25 mm                                                                                            | 76 – 25 mm                                                                                            |
| 7. Lövegtornyok páncélzata:                      | Homlok: 279 mm, oldal: 203 mm, tető: 102 – 76 mm, barbetta: 254 – 178 mm    | Homlok: 279 mm, oldal: 203 mm, tető: 102 – 76 mm, barbetta: 254 – 76 mm          | Homlok: 279 mm, oldal: 203 mm, tető: 102 – 76 mm, barbetta: 254 – 76 mm                               | Homlok: 279 mm, oldal: 203 mm, tető: 102 – 76 mm, barbetta: 254 – 76 mm                               | Homlok: 254 mm, oldal: 203 mm, tető: 102 mm, barbetta: 254 – 102 mm                                    | Homlok: 330 mm, oldal: 279 mm, tető: 127 mm, barbetta: 254 – 102 mm                                   | Homlok: 330 mm, oldal: 279 mm, tető: 127 mm, barbetta: 254 – 102 mm                                   |
| 8. Fő fegyverzet:                                | 10 x 343 mm L/45 BL Mk V(L)                                                 | 10 x 343 mm L/45 BL Mk V (H) ágyú                                                | 10 x 343 mm L/45 BL Mk V (H) ágyú                                                                     | 10 x 343 mm L645 BL Mk VI ágyú                                                                        | 10 x 356 mm L/45 BL Mk I ágyú                                                                          | 8 x 381 mm L/42 BL Mk I ágyú                                                                          | 8 x 381 mm L/42 BL Mk I ágyú                                                                          |
| 9. Fő fegyverzet lövedékének tömege:             | 566.99 kg                                                                   | 635 kg                                                                           | 635 kg                                                                                                | 635 kg                                                                                                | 719.4 kg                                                                                               | 879 kg                                                                                                | 879 kg                                                                                                |
| 10. Fő fegyverzet teljes oldalsortüzének tömege: | 5669.9 kg                                                                   | 6350 kg                                                                          | 6350 kg                                                                                               | 6350 kg                                                                                               | 7194 kg                                                                                                | 7032 kg                                                                                               | 7032 kg                                                                                               |
| 11. Másodlagos fegyverzet:                       | 16 x 102 mm L/50 BL Mk VII, 4 X 47 mm L/40 ágyú, 3 x 533 mm torpedó vetőcső | 12 x 102 mm L/50 BL Mk VII ágyú, 4 x 47 mm L/40 ágyú, 3 x 533 mm torpedó vetőcső | 12 x 152 mm L/45 BL Mk VII ágyú, 2 x 76 mm L/45 ágyú, 4 x 47 mm L/40 ágyú, 4 x 533 mm torpedó vetőcső | 16 x 152 mm L/50 BL Mk XVI ágyú, 2 x 76 mm L/45 ágyú, 6 x 57 mm L/50 ágyú, 4 x 533 mm torpedó vetőcső | 16 x 152 mm L/50 BL Mk XVII ágyú, 2 x 26 mm L/45 ágyú, 4 x 47 mm L/40 ágyú, 4 x 533 mm torpedó vetőcső | 16 x 152 mm L/45 BL Mk XII ágyú, 2 x 76 mm L/45 ágyú, 4 x 47 mm L/40 ágyú, 4 x 533 mm torpedó vetőcső | 14 x 152 mm L/45 BL Mk XII ágyú, 2 x 76 mm L/45 ágyú, 4 x 47 mm L/40 ágyú, 4 x 533 mm torpedó vetőcső |
| 12. Hajtómű teljesítménye:                       | 27 000 LE                                                                   | 31 000 LE                                                                        | 29 000 LE                                                                                             | 26 500 LE                                                                                             | 37 000 LE                                                                                              | 56 000 LE                                                                                             | 40 000 LE                                                                                             |
| 13. Sebesség:                                    | 21 csomó                                                                    | 21 csomó                                                                         | 21.25 csomó                                                                                           | 21 csomó                                                                                              | 22.7 csomó                                                                                             | 23 csomó                                                                                              | 21.5 csomó                                                                                            |
| 14. Üzemanyag:                                   | 3300 t szén és 800 olaj                                                     | 3150 t szén, 800 t olaj                                                          | 3250 t szén és 1050 t olaj                                                                            | 2120 t szén, 710 t olaj                                                                               | 3300 t szén, 520 t olaj                                                                                | 3400 t olaj                                                                                           | 3400 t                                                                                                |
| 15. Hatótávolság:                                | 6730 tengeri mérföld / 10 csomó                                             | 6730 tengeri mérföld / 10 csomó                                                  | 7780 tengeri mérföld / 10 csomó                                                                       | 5300 tengeri mérföld / csomó                                                                          | 4400 tengeri mérföld / 10 csomó                                                                        | 4500 tengeri mérföld / 10 csomó                                                                       | 4200 tengeri mérföld / 10 csomó                                                                       |

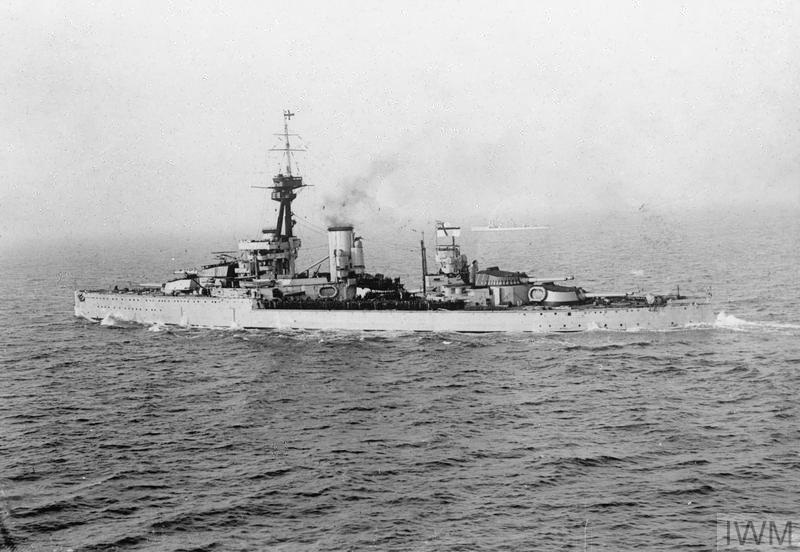
Az Orion osztályú HMS Orion brit csatahajó.
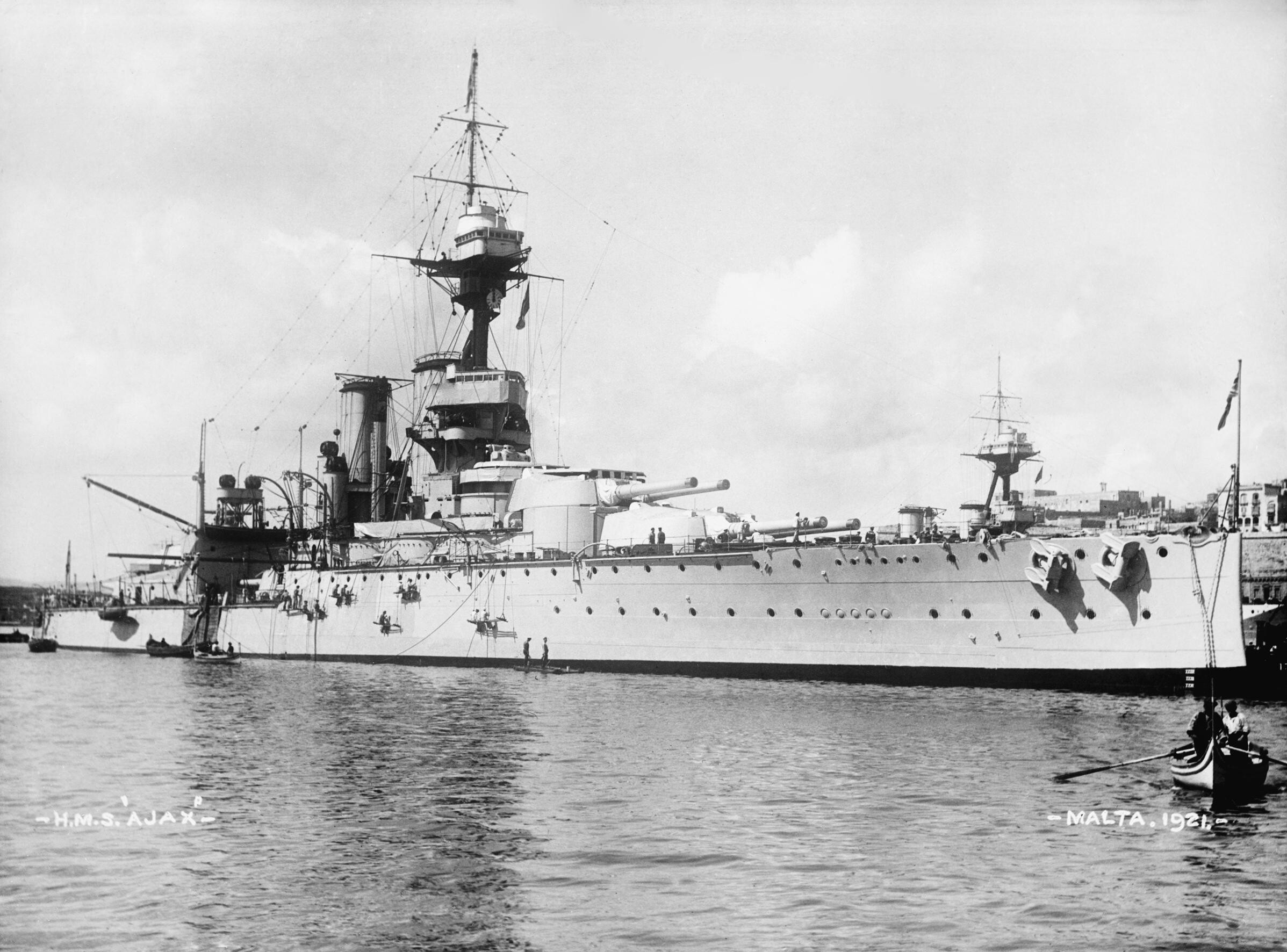
A King George V osztályú HMS Ajax brit csatahajó.
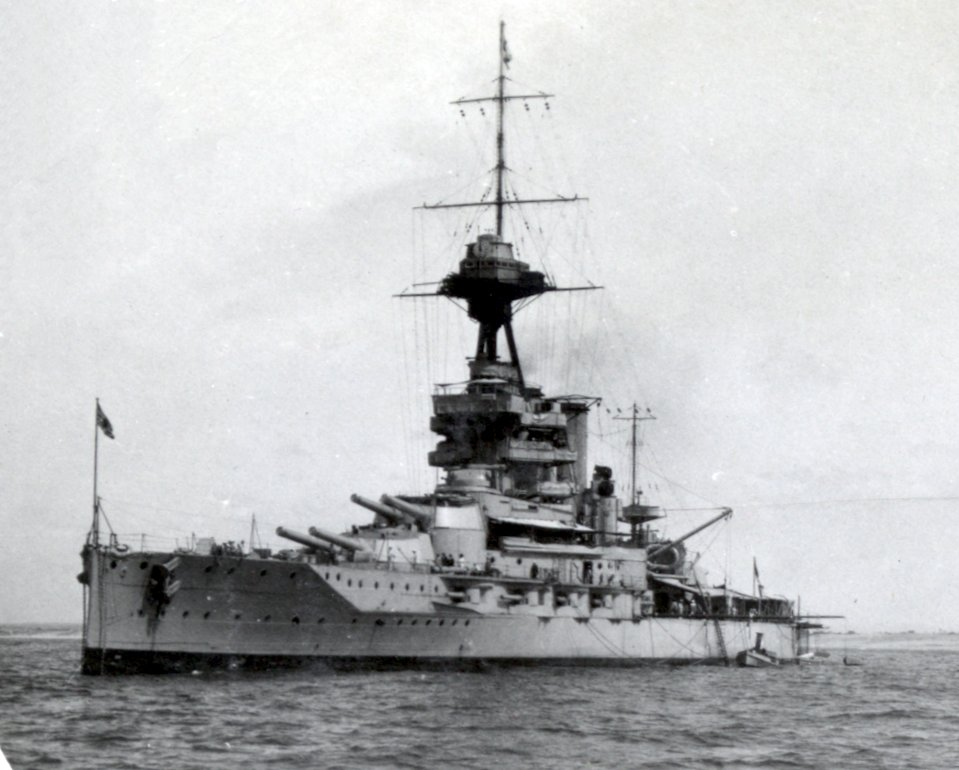
Az Iron Duke osztályú HMS Emperor of India brit csatahajó 1920-ban.
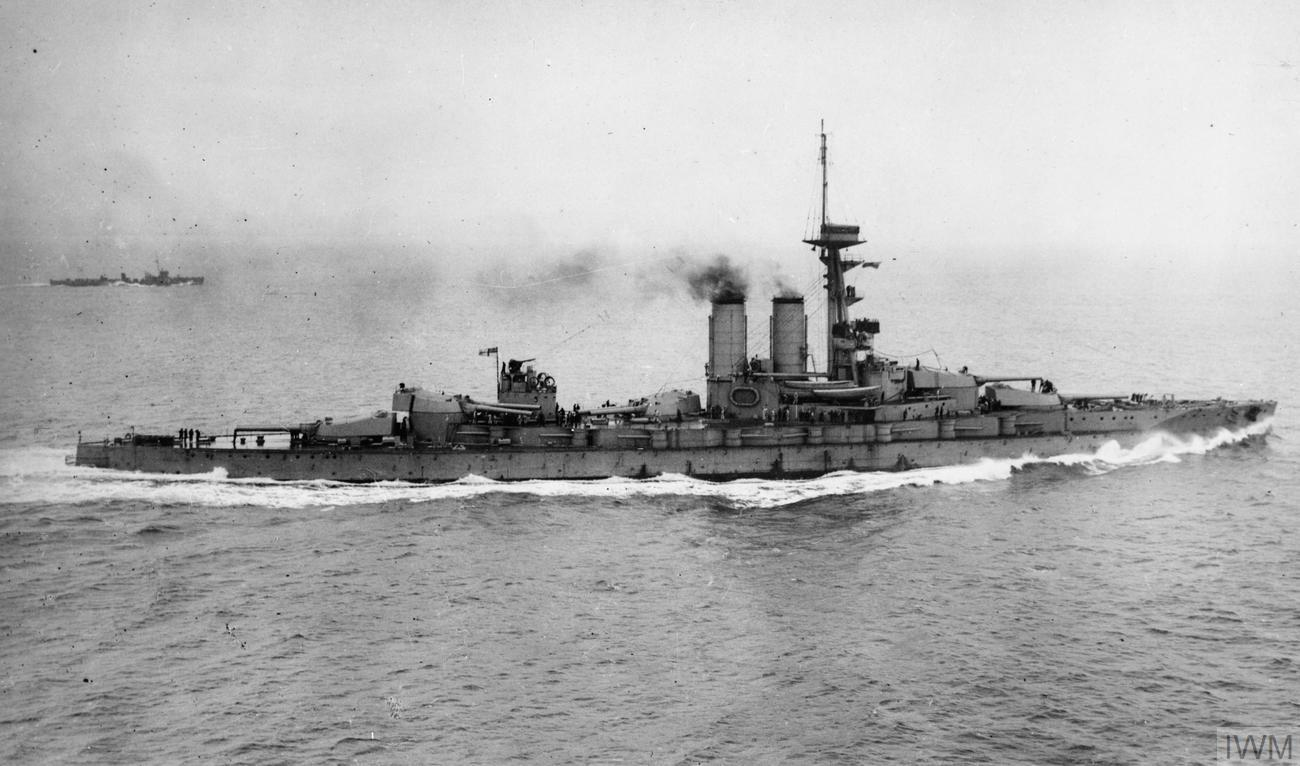
Az egyedi építésű HMS Erin brit csatahajó 1915-ben. Eredetileg a török flotta számára épült Nagy-Britanniában, 1914-ben lefoglalták és a Royal Navy kötelékébe sorolták.
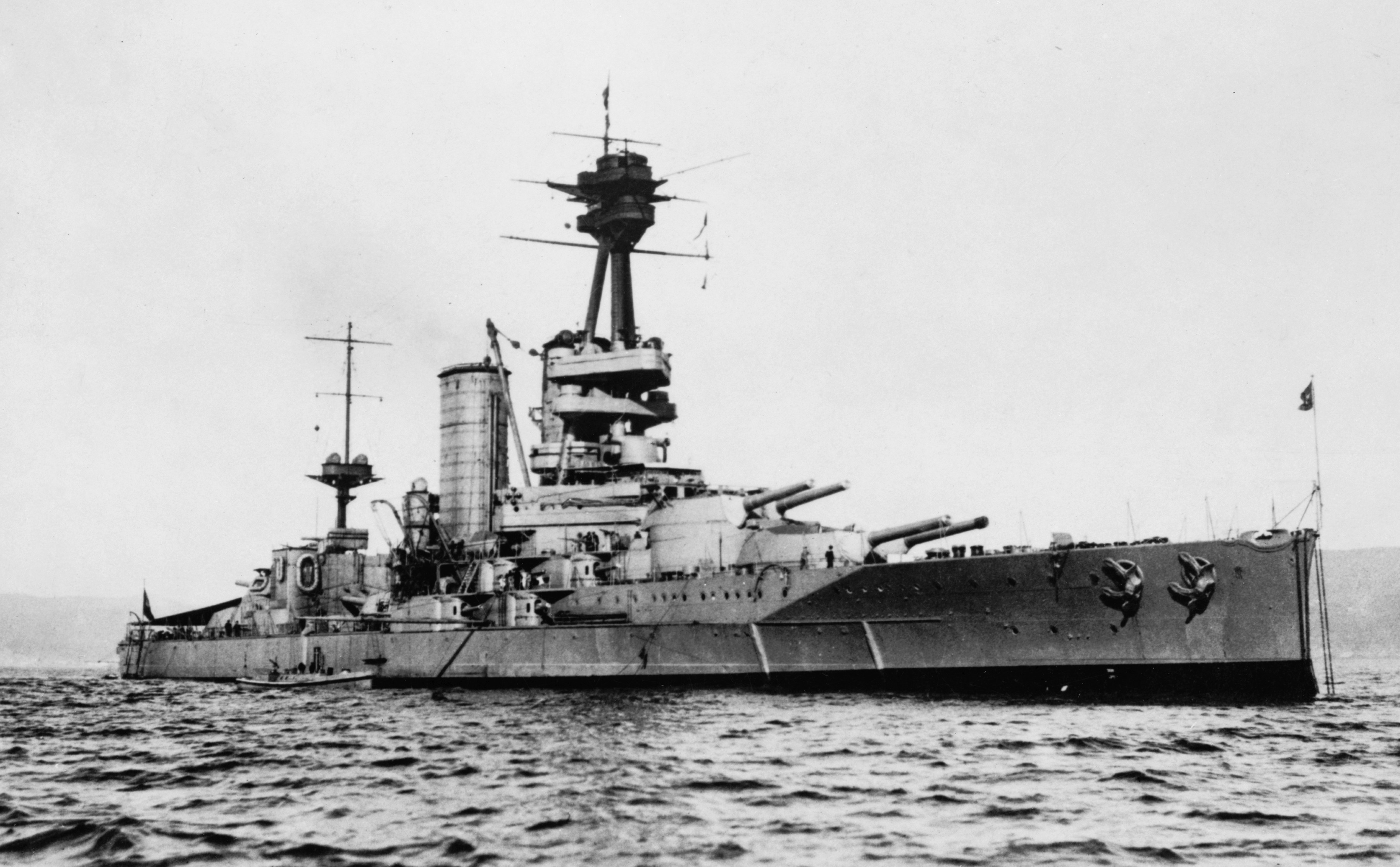
Az egyedi építésű HMS Canada brit csatahajó. Eredetileg Chile számára épült, 1914-ben a Royal Navy kötelékébe sorolták, az első világháborút követően Almirante Latorre néven a chilei haditengerészet állította szolgálatba.
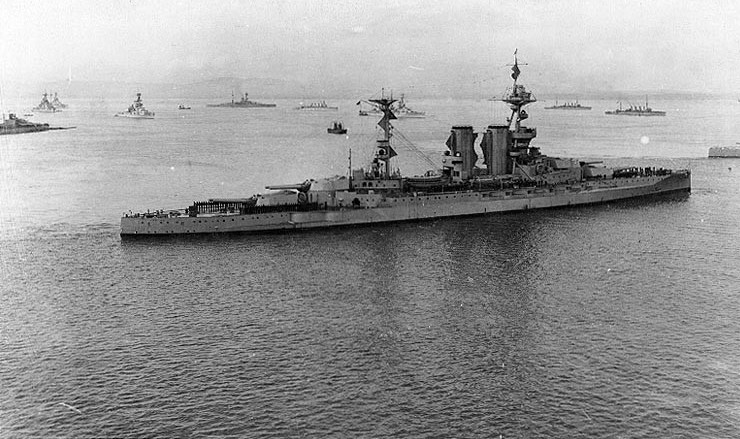
A Queen Elizabeth osztályú HMS Barham brit csatahajó eredeti állapotában, két kéménnyel.
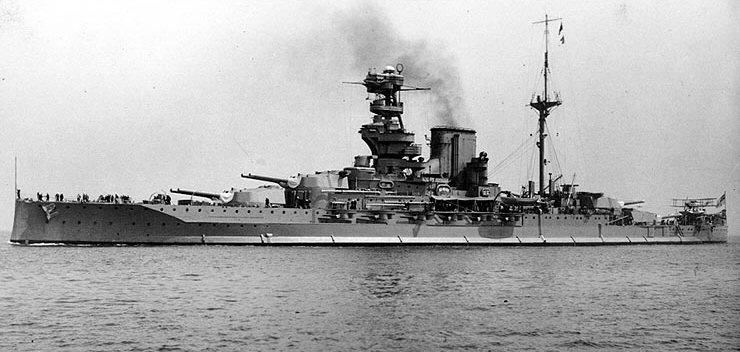
A Queen Elizabeth osztályú HMS Valiant brit csatahajó első átépítését ér modernizációját (1929-1930) követően, összehajtott kéménnyel és növelt méretű parancsnoki toronnyal.
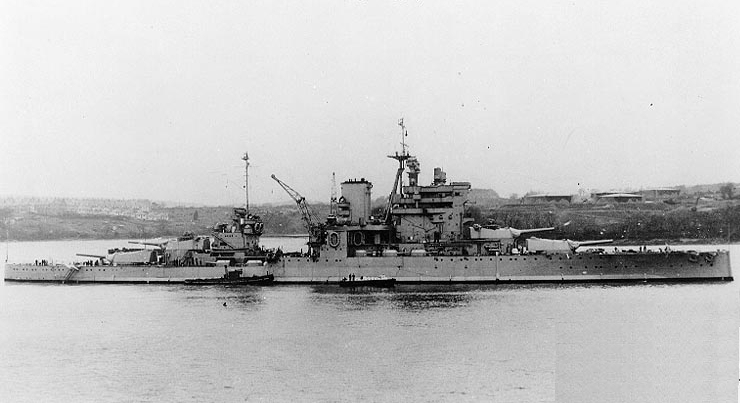
A Queen Elizabeth osztályú HMS Valiant brit csatahajó második átépítését ér modernizációját (1937-1939) követően, 1939-ben.
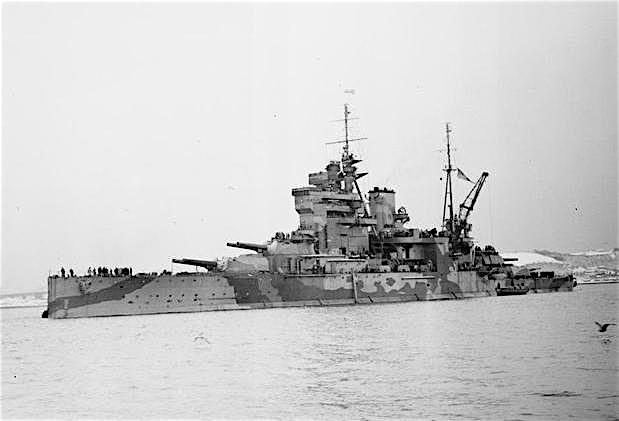
A Queen Elizabeth osztályú HMS Queen Elizabeth brit csatahajó második átépítését és modernizációját (1939-1941) követően.
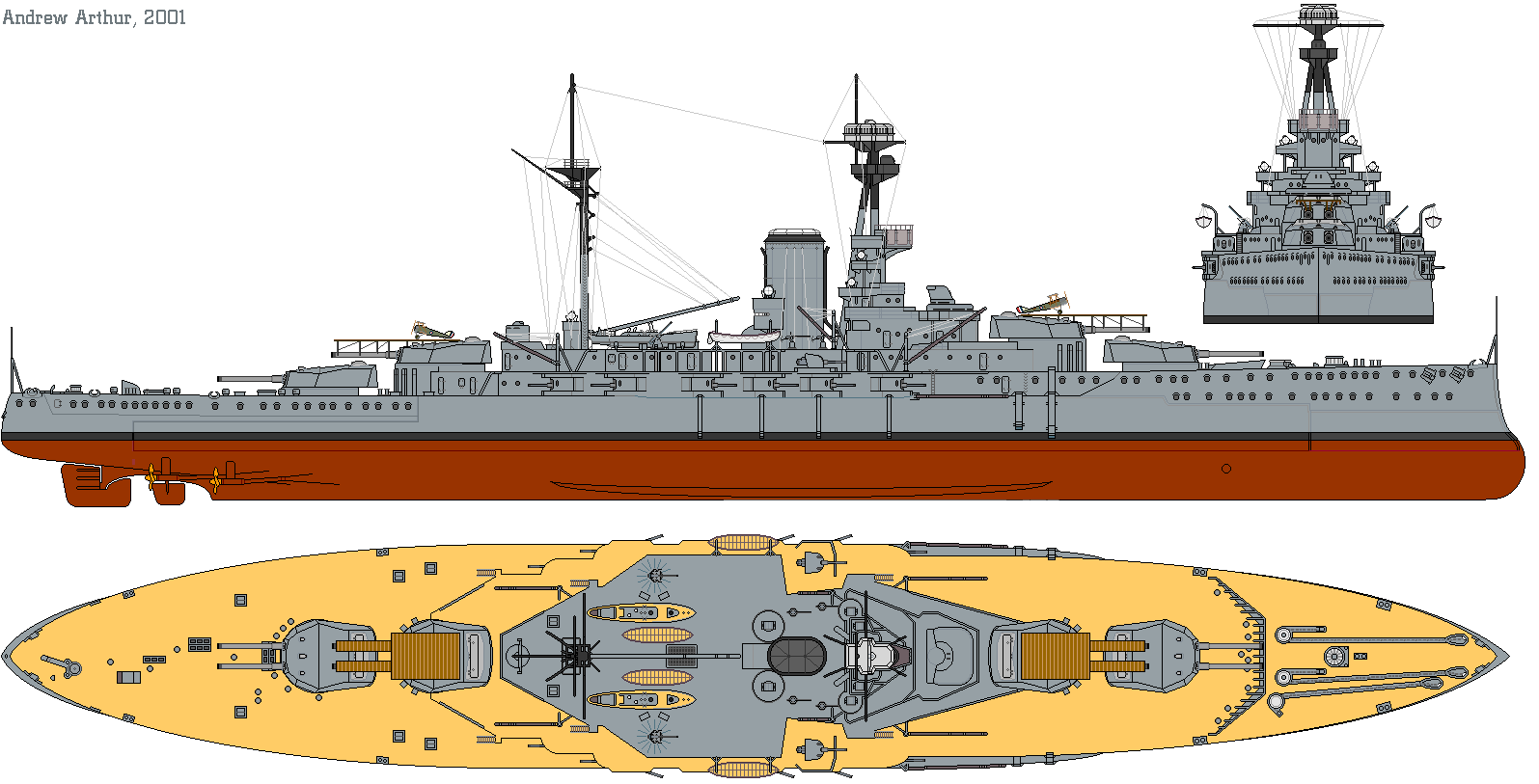
A Revenge osztályú HMS Revenge brit csatahajó jellegrajza, mely 1916-os állapotában ábrázolja az egységet.
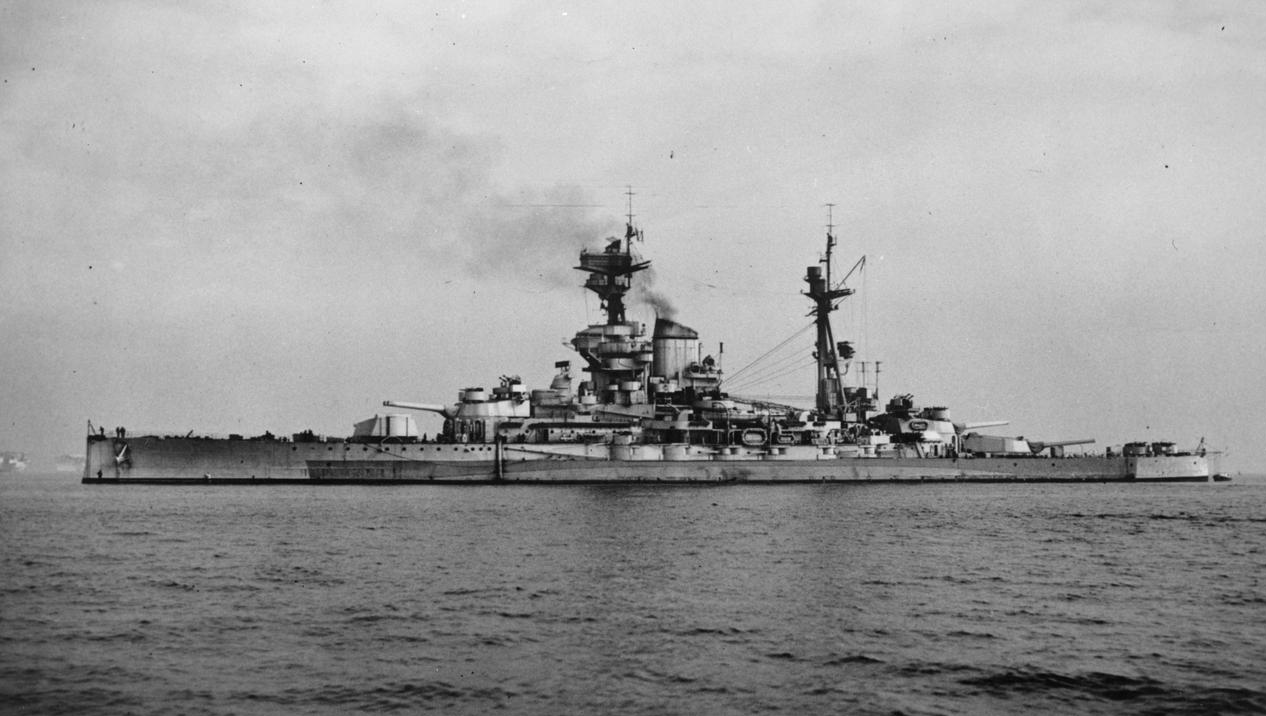
A Revenge osztályú HMS Ramillies brit csatahajó a II. világháború idején.

## Német szuper-dreadnought csatahajók
A német Császári Haditengerészet Kaiserliche Marine egységei közül a két elkészült, 8 db (4 x 2) 380 mm L/45 ágyúval felszerelt Bayern osztályú csatahajó (SMS Bayern, SMS Baden) sorolható a szuper-dreadnougth kategóriába.

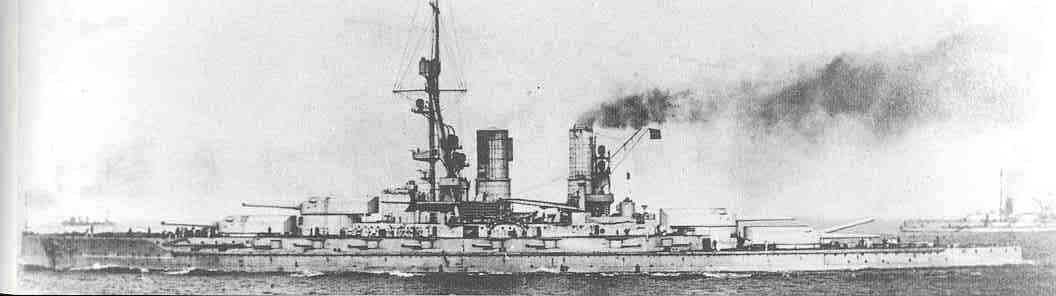
A Bayern osztályú SMS Bayern német csatahajó.
A Bayern osztály páncélzatának pontos felépítését ábrázoló rajz.
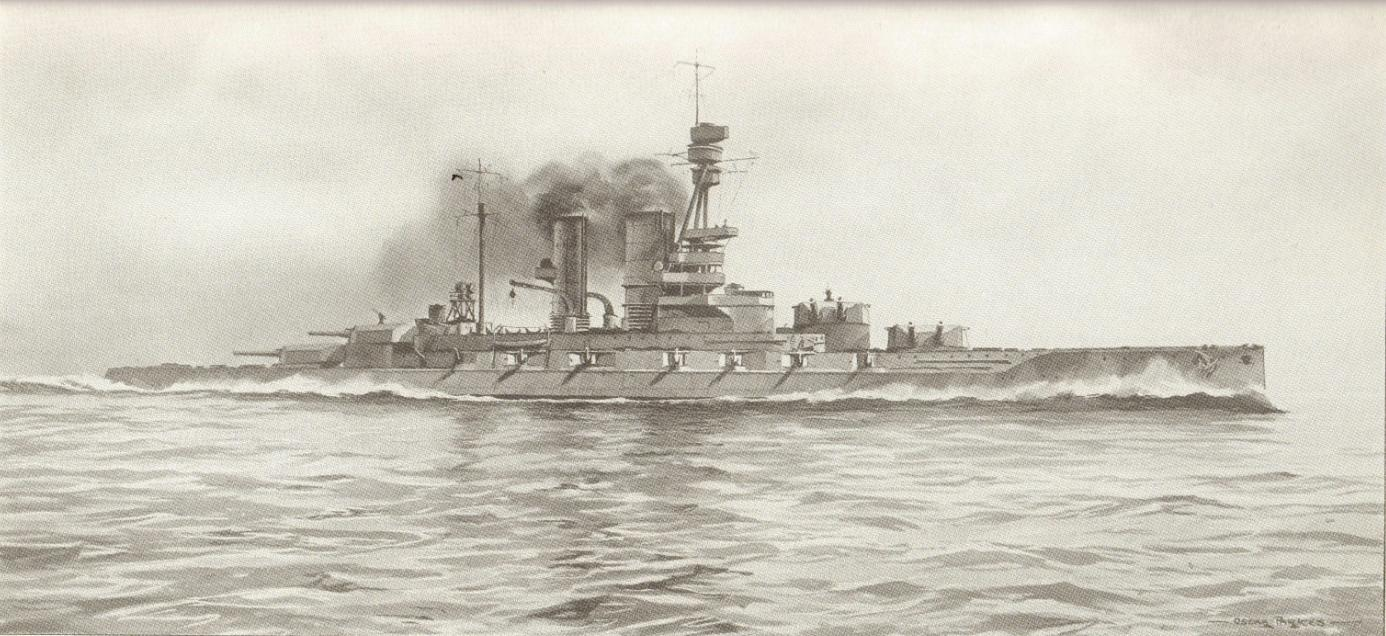
Brit azonosítórajz az SMS Bayern német csatahajóról.

## Osztrák-Magyar szuper dreadnought csatahajók
Az osztrák-magyar Császári és Királyi Haditengerészet (kaiserliche und königliche Kriegsmarine) tervezett Ersatz Monarch osztálya szintén a szuper-dreadnought kategóriába tartozik.

## Francia szuper-dreadnought csatahajók
Franciaország haditengerészete, a Marine nationale elkészült csatahajói közül csak a 10 db (5 x 2) 340 mm L/45 (340mm/45 Modèle 1912) ágyúval felszerelt Bretagne osztály (Bretagne, Provence, Lorraine) sorolható a szuper-dreadnought kategóriába. Egy további Bretagne osztályú csatahajó épült a Királyi Görög Haditengerészet számára a király, I. Konstantin tiszteletére elnevezett Vaszilefsz Konstantinosz-t (Βασιλεύς Κωνσταντίνος – Konstantin király). Építése 1914. június 12-én kezdődött az A C de la Loire et Penhoët cég saint-nazaire-i hajógyárában, az első világháború kitörése miatt azonban már 1914 augusztusában félbemaradt, az elkészült részeket 1925 után szétbontották. A világon az elsőként négyágyús lövegtornyokkal Normandie osztály (Béarn, Flandre, Gascoigne, Languedoc, Normandie – 12 db (3 x 4) 340 mm L/45 ágyú) építése az első világháború kitörése miatt félbemaradt, egyedül a Béarn állt szolgálatba, repülőgép-hordozóként. Az első világégés miatt a Lyon osztály (Lyon, Duquesne, Lille, Tourville – 16 db (4 x 4) 340 mm L/45 ágyú) építéséhez már hozzá sem kezdtek.

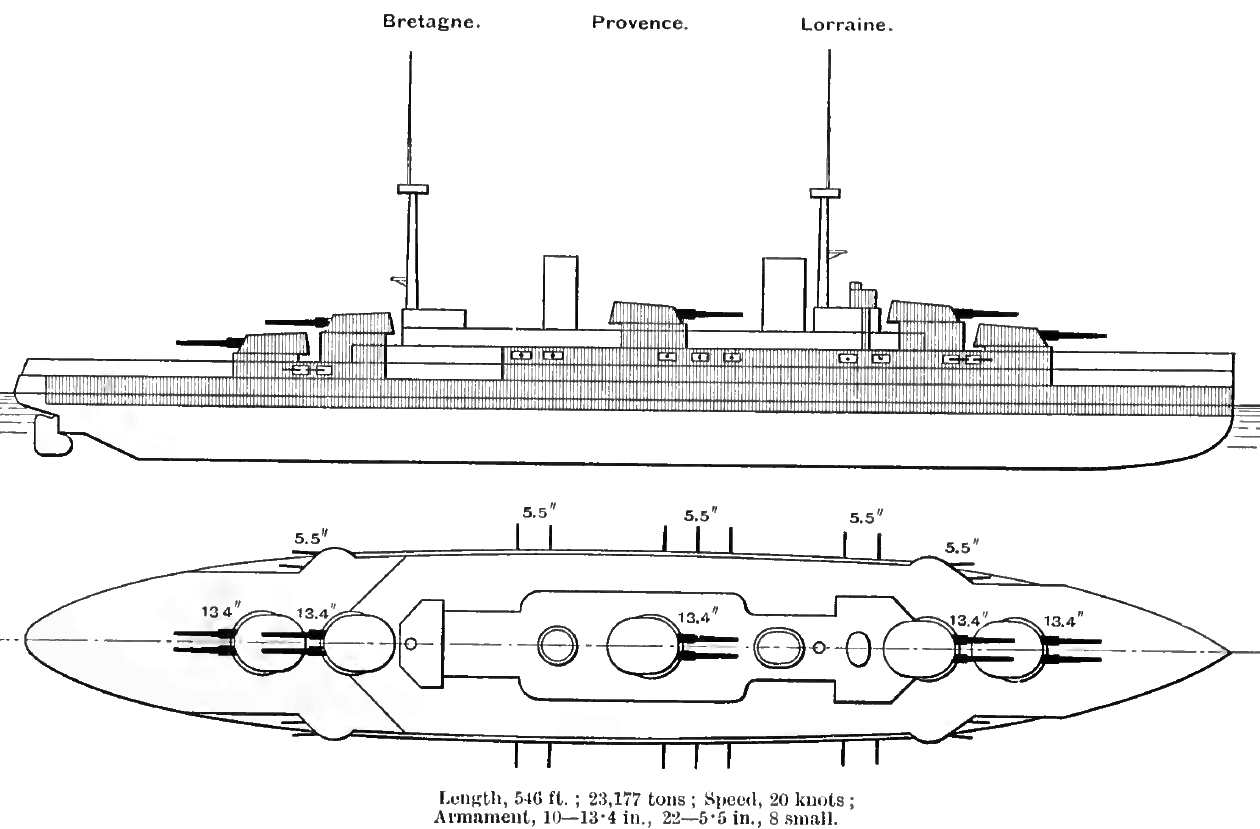
A francia Bretagne osztályú csatahajók jellegrajza.
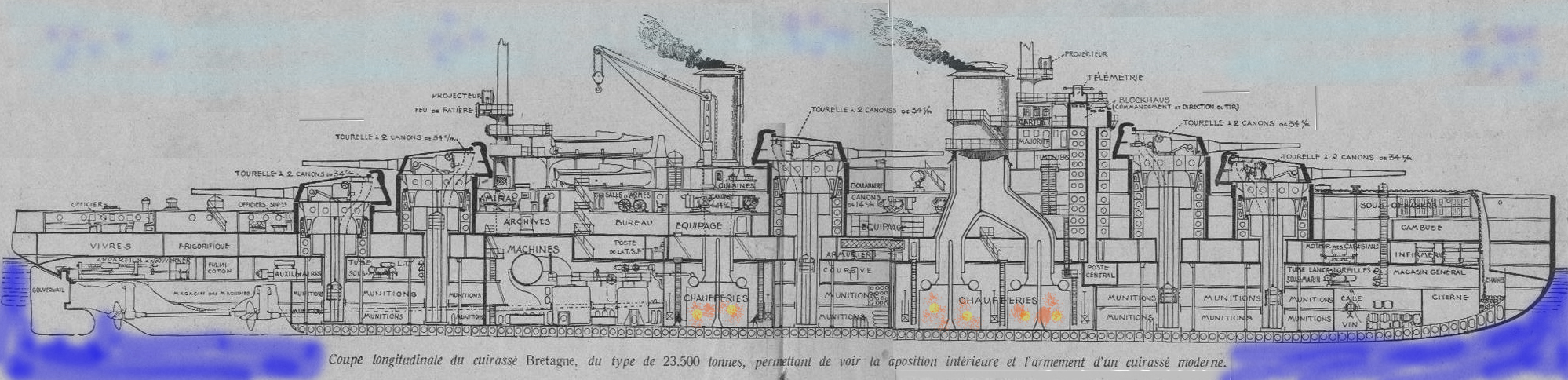
A Bretagne osztály hajótestének belsejét ábrázoló rajz.
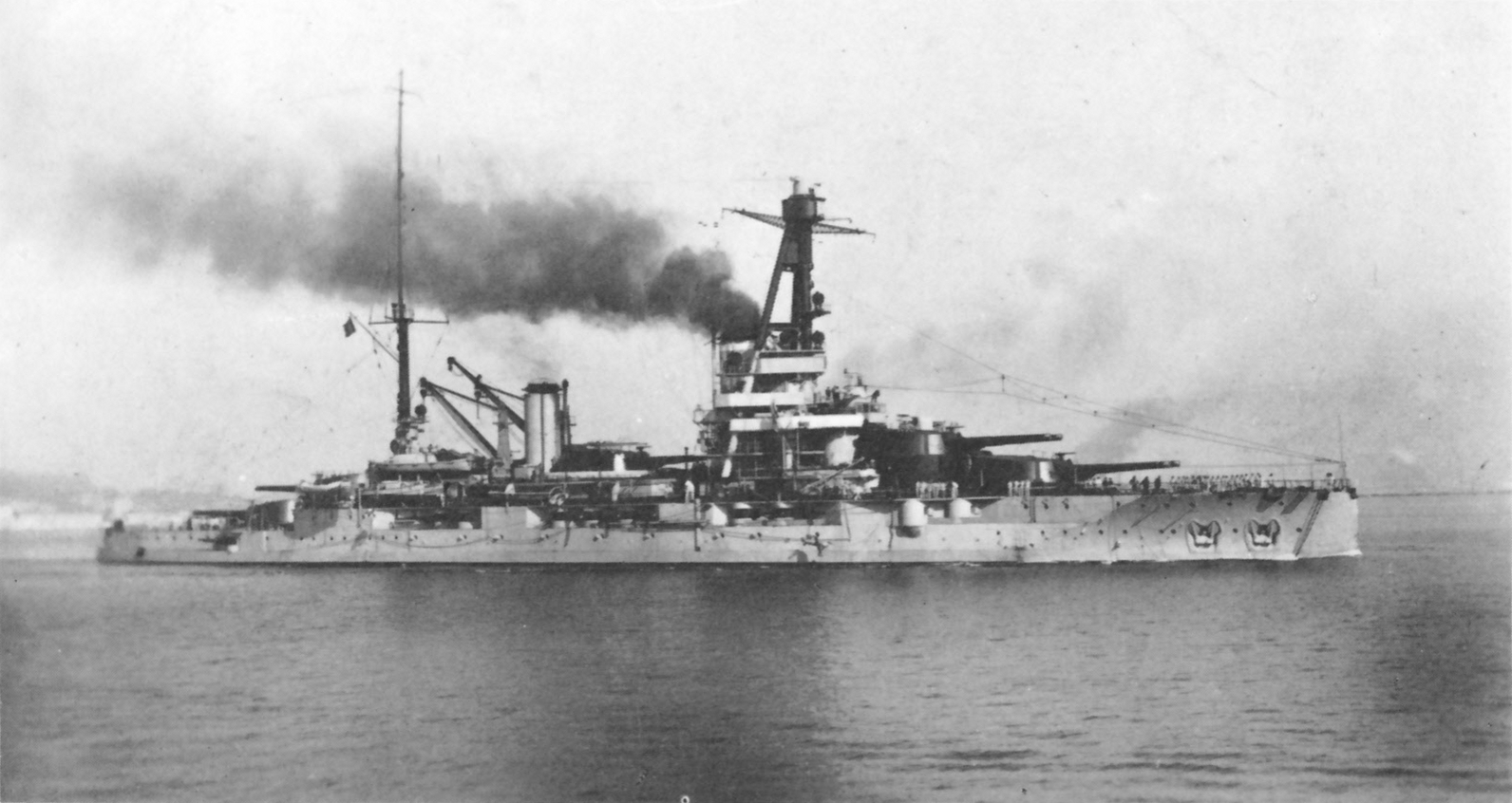
A Bretagne francia csatahajó átépítését követően, 1932-1935 táján.
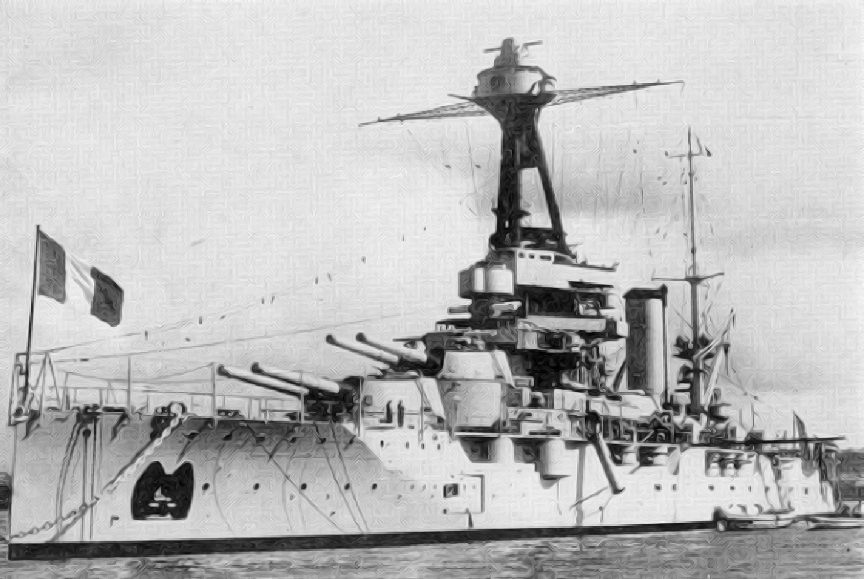
A Bretagne osztályú Provence francia csatahajó átépítése és korszerűsítése után.
A Normandie osztályú, 12 db (3 x 4) 340 mm L/45 löveggel felszerelt francia csatahajók jellegrajza.
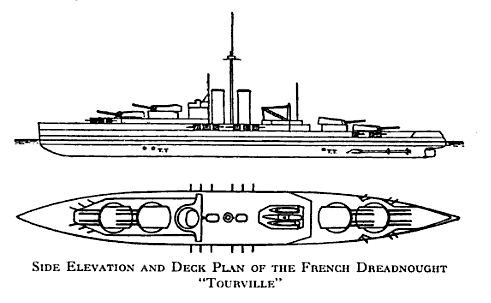
A Lyon osztályú, 16 db (4 x 4) 340 mm L/45 löveggel felszerelt francia csatahajók jellegrajza.

## Japán szuper-dreadnought csatahajók
A Japán ténylegesen megépült és szolgálatba állt csatahajói közül a 12 x 356 mm L/45 löveggel felszerelt, két Fuszó (Fuszó, Jamasiró), a két Isze (Isze, Hjúga) és a két, 8 x 410 mm L/45 löveggel felszerelt Nagató (Nagató, Mucu), valamint a washingtoni haditengerészeti szerződés miatt törölt, 10 x 410 mm L/45 löveggel felszerelt Tosza osztály (Tosza, és a repülőgép-hordozóként befejezett Kaga) tartozik a kategóriába. 

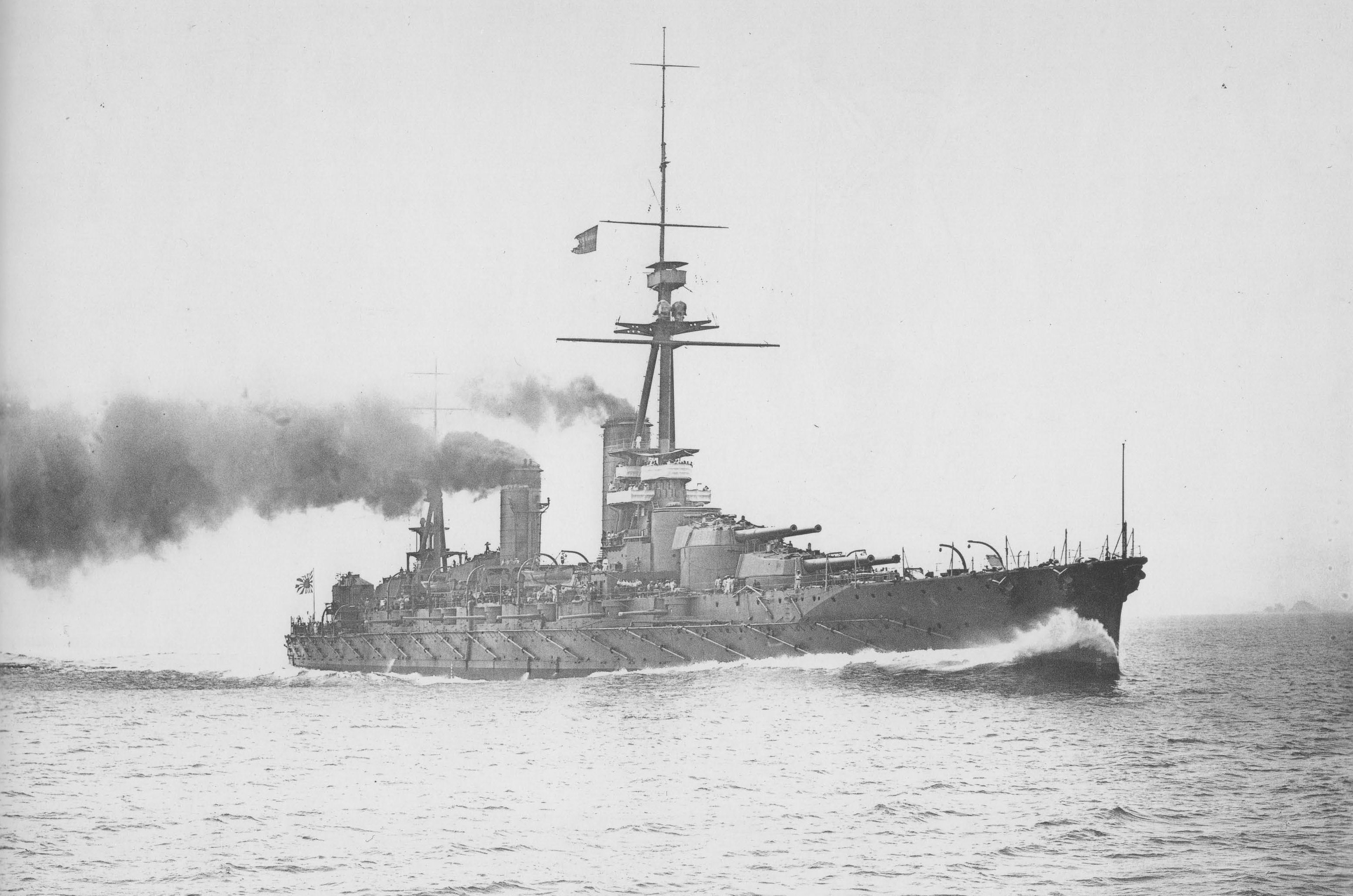
A Fuszó japán csatahajó tengeri próbaúton, 1915-ben.
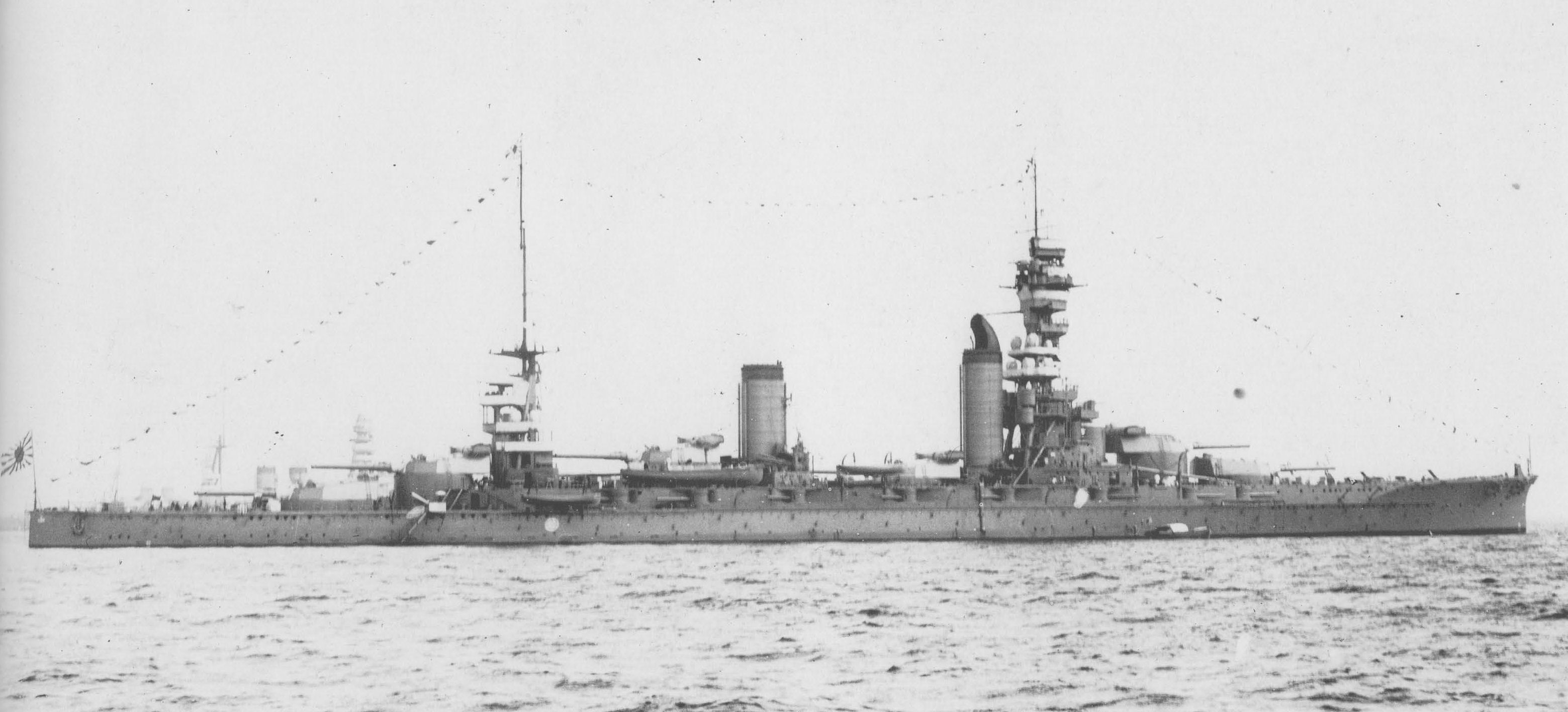
A Fuszó japán csatahajó első átépítését követően, 1928-ban, Jokohamában.
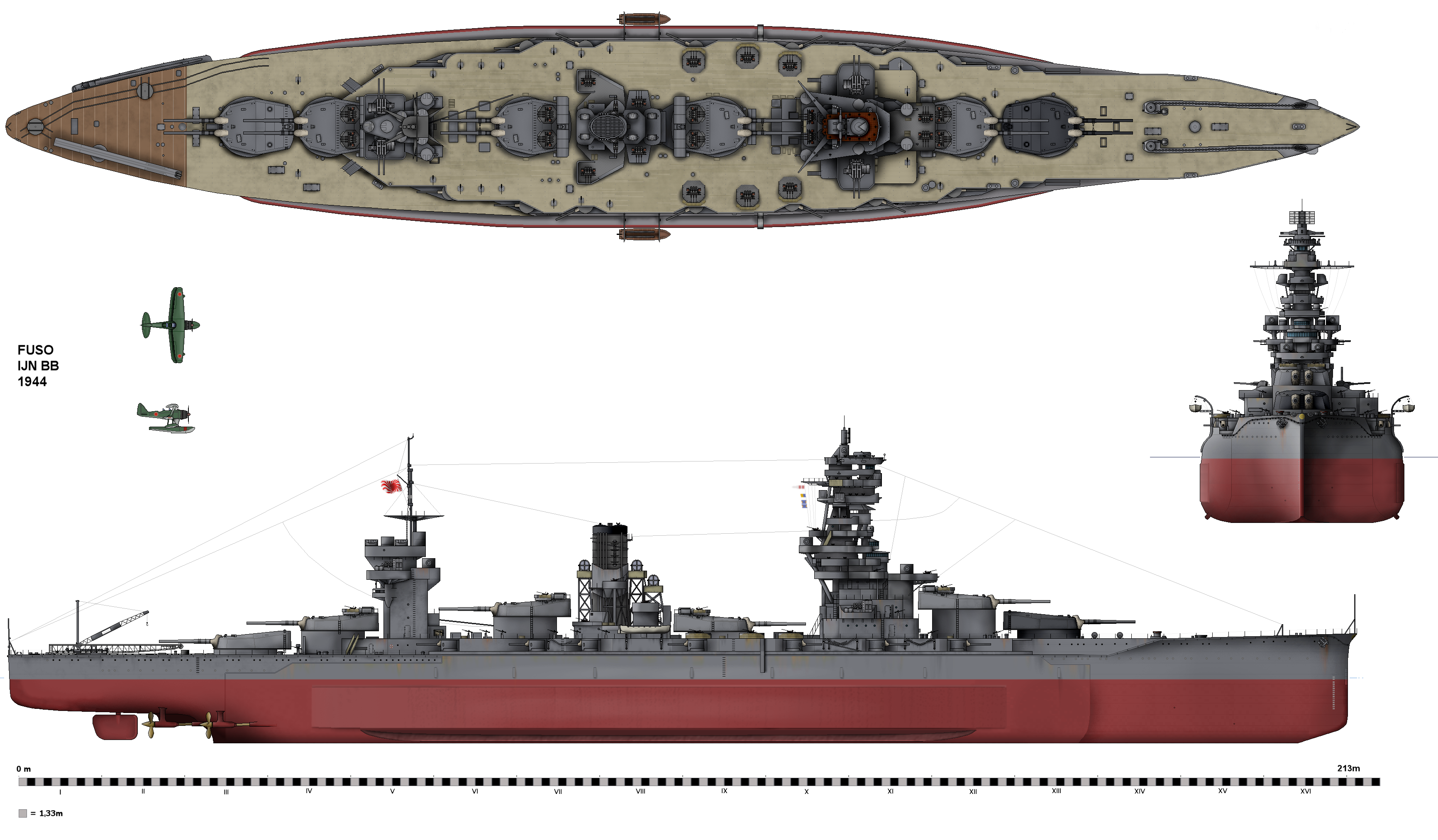
A Fuszó japán csatahajó második átépítését követően.
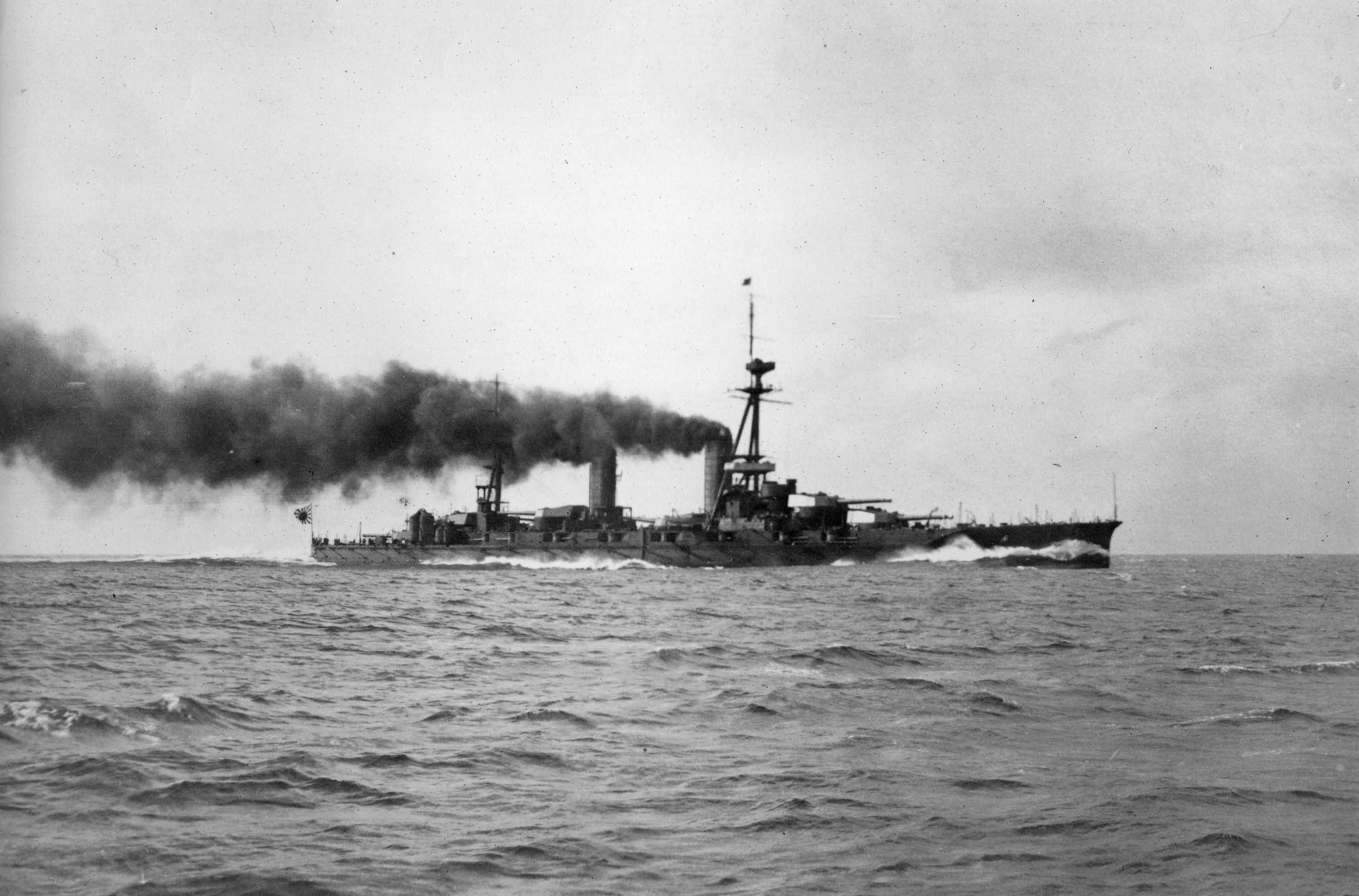
A Fuszó osztályú japán Jamasiró csatahajó tengeri próbaúton 1916-ban.
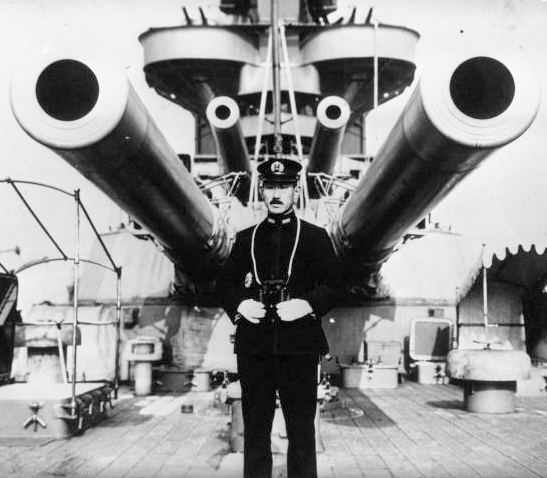
Sankicsi Takahasi (1882-1966) japán tengernagy a Jamasiró csatahajó 356 mm-es  ikerágyús lövegtornyai előtt.
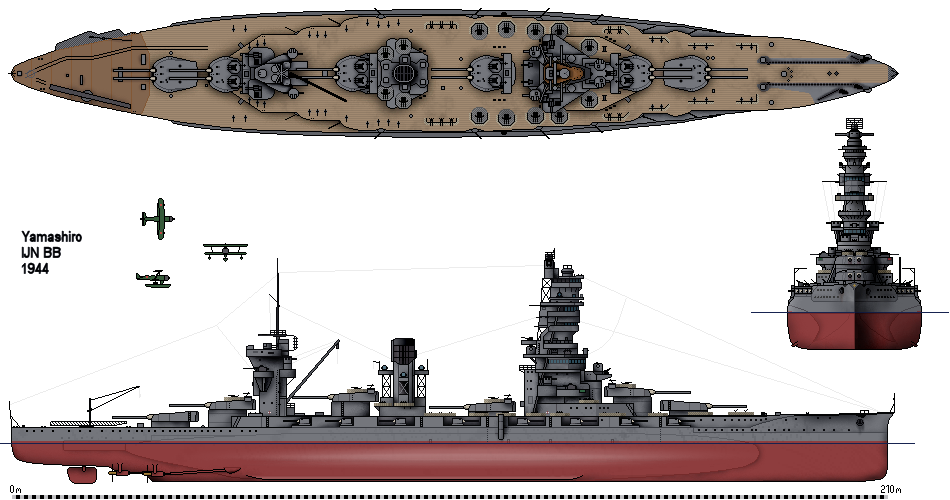
A Jamasiró japán csatahajó második átépítését és modernizációját követően.
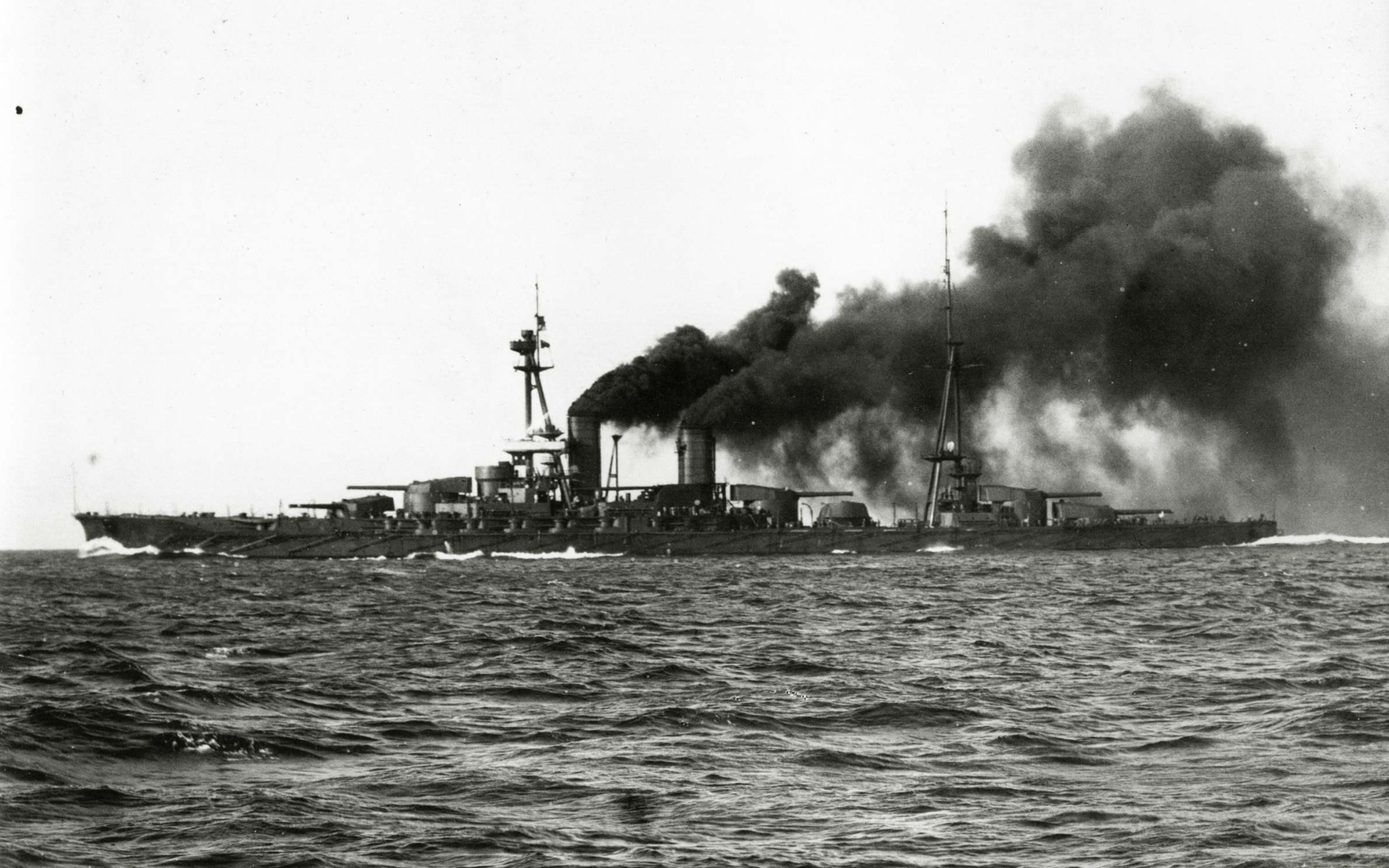
Az Isze osztályú Hiuga japán csatahajó 1917-ben.
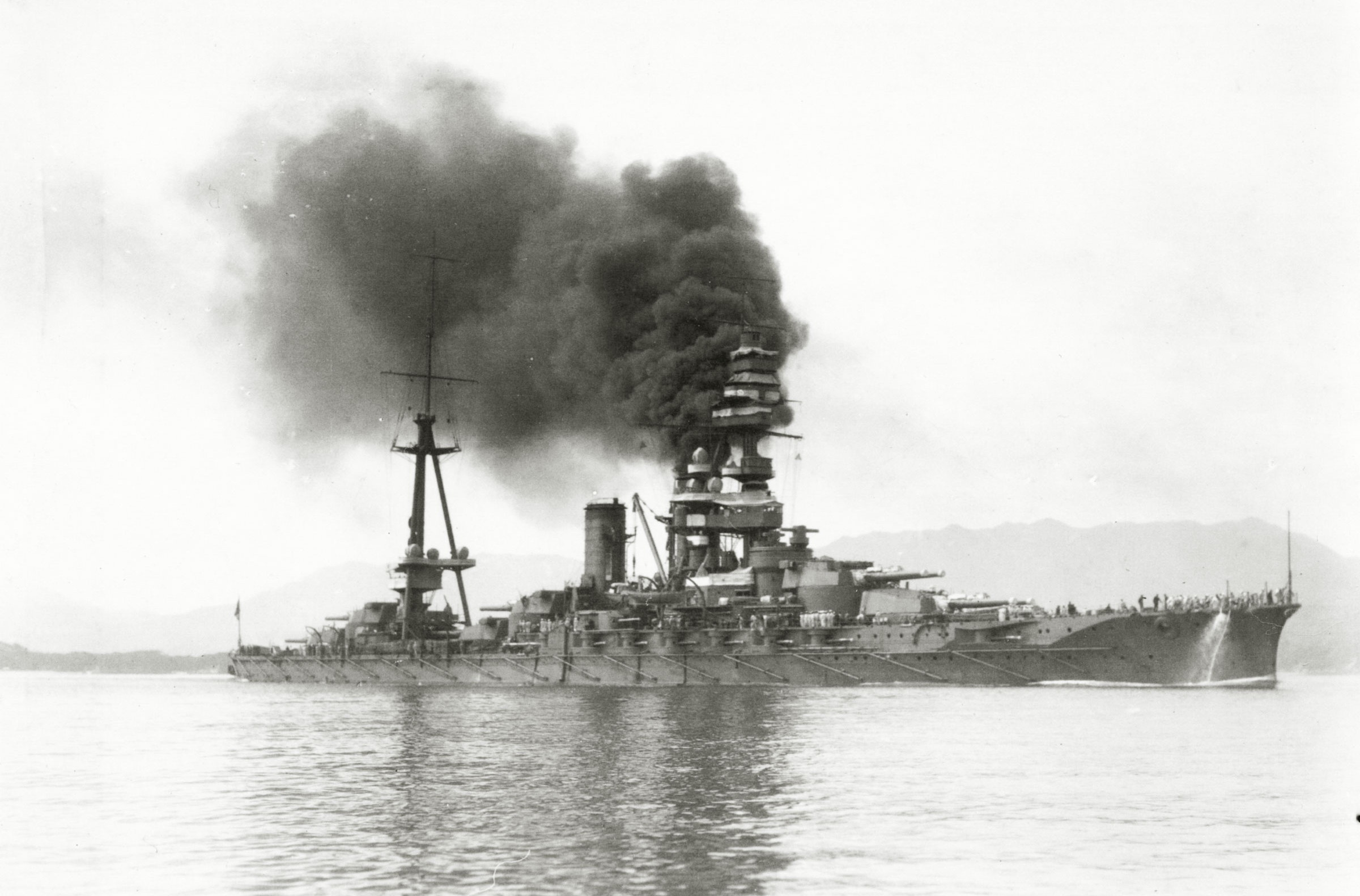
Az Isze osztályú Isze japán csatahajó 1927-ben, Hirosima kikötőjében.
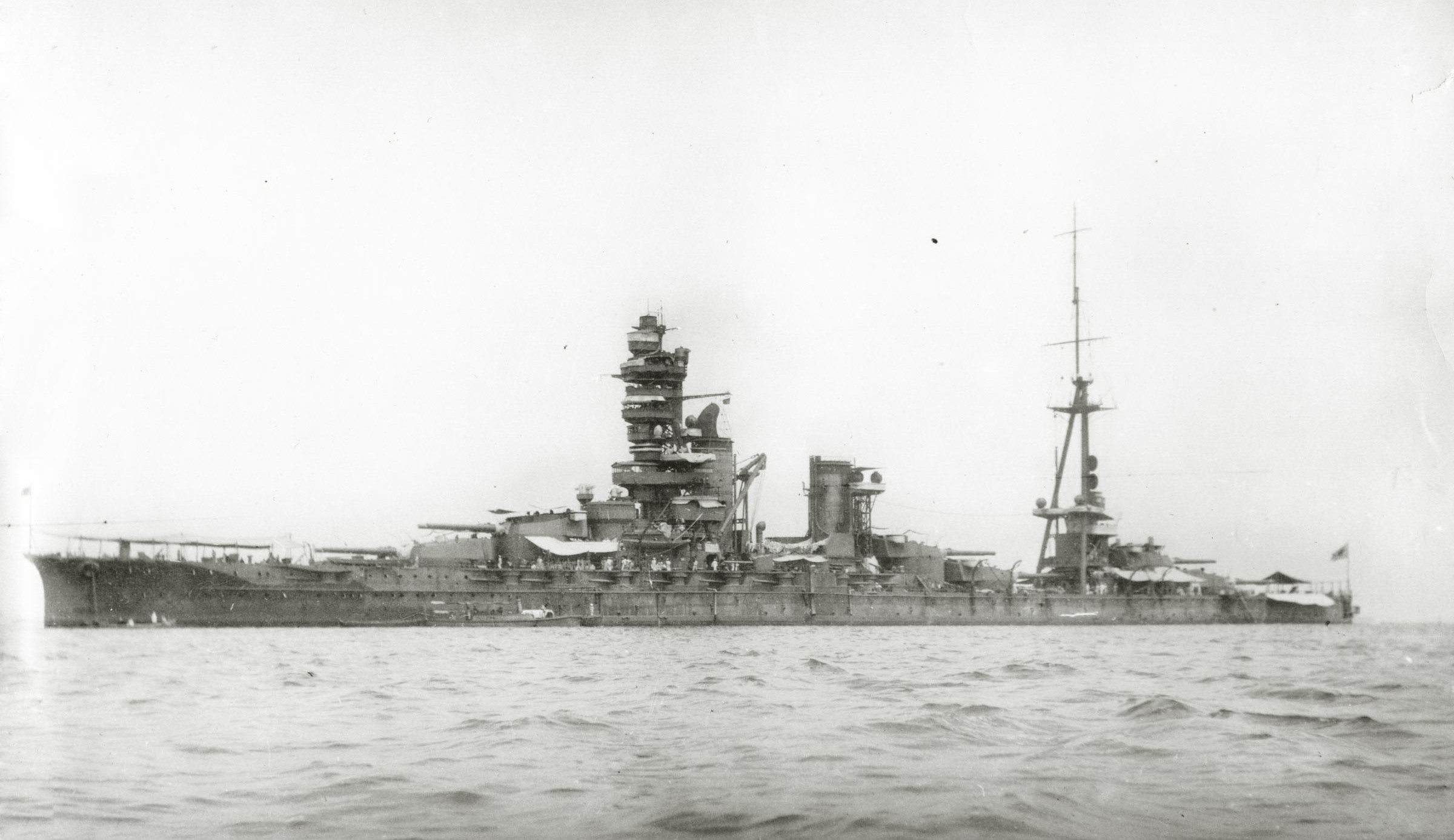
Az Isze osztályú Isze japán csatahajó 1930-ban, még két kéménnyel.
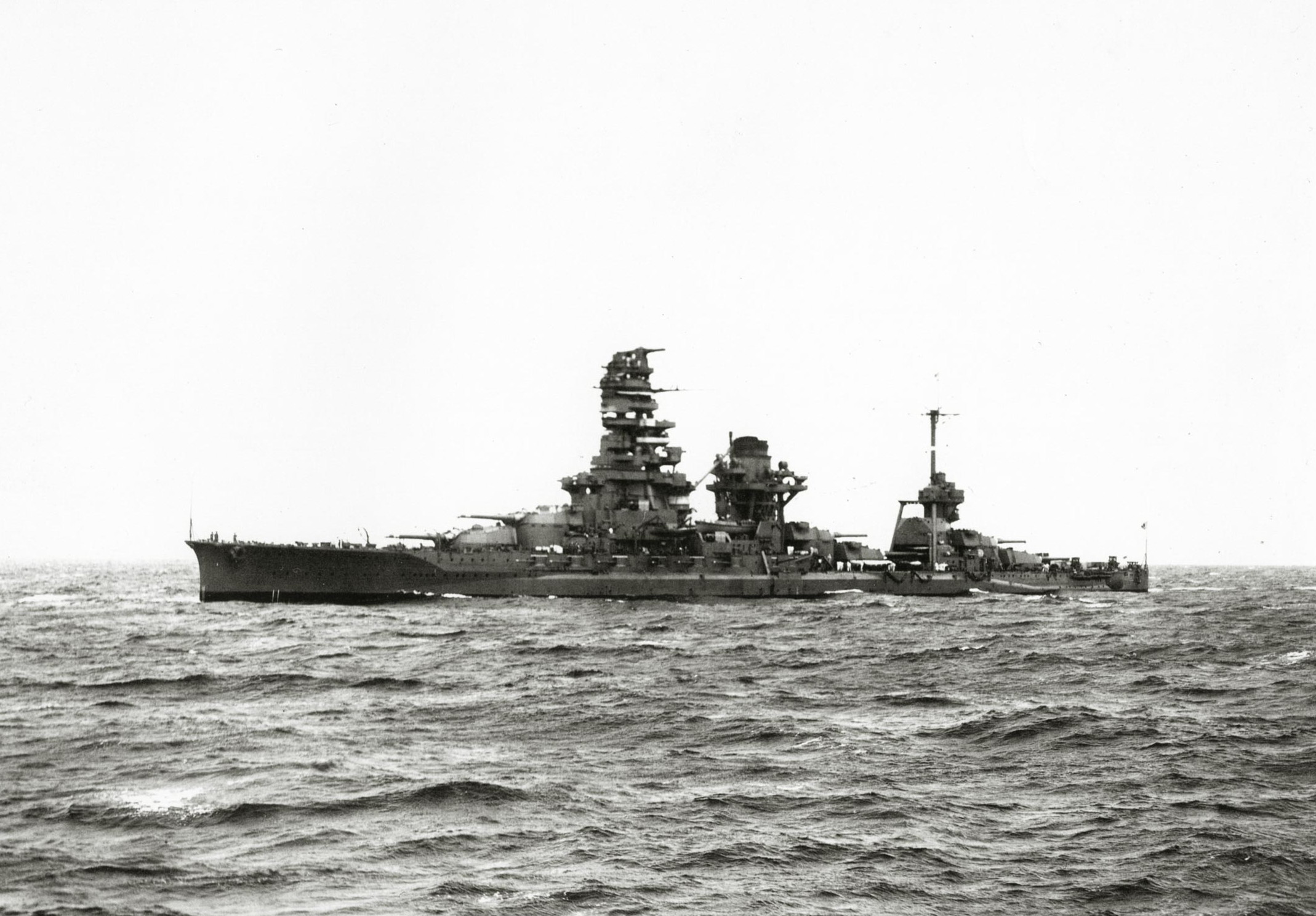
Az Isze osztályú Isze japán csatahajó 1935-1337-es átépítését követően, már egyetlen kéménnyel.
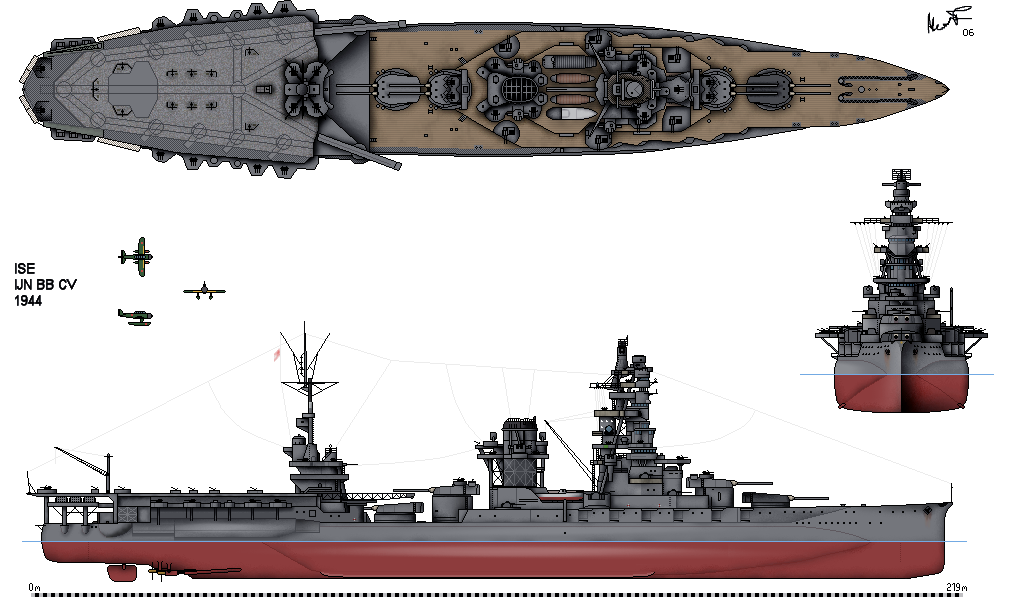
Az Isze osztályú Isze 1943-1944-es átépítését követően, hibrid csata-anyahajóként.
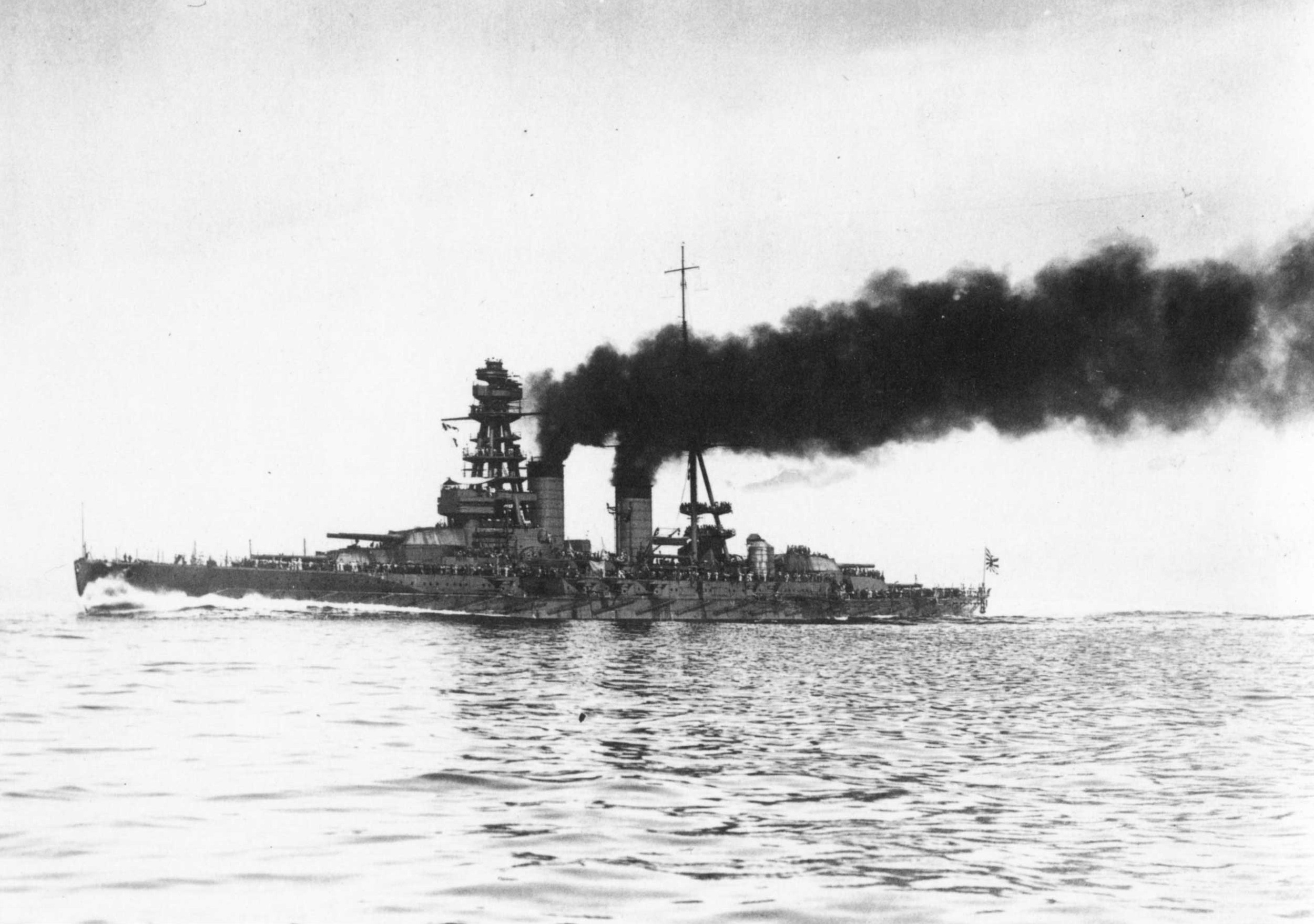
A Nagato osztályú Nagato japán csatahajó tengeri próbaúton, 1920-ban, még két egyenes kéménnyel.
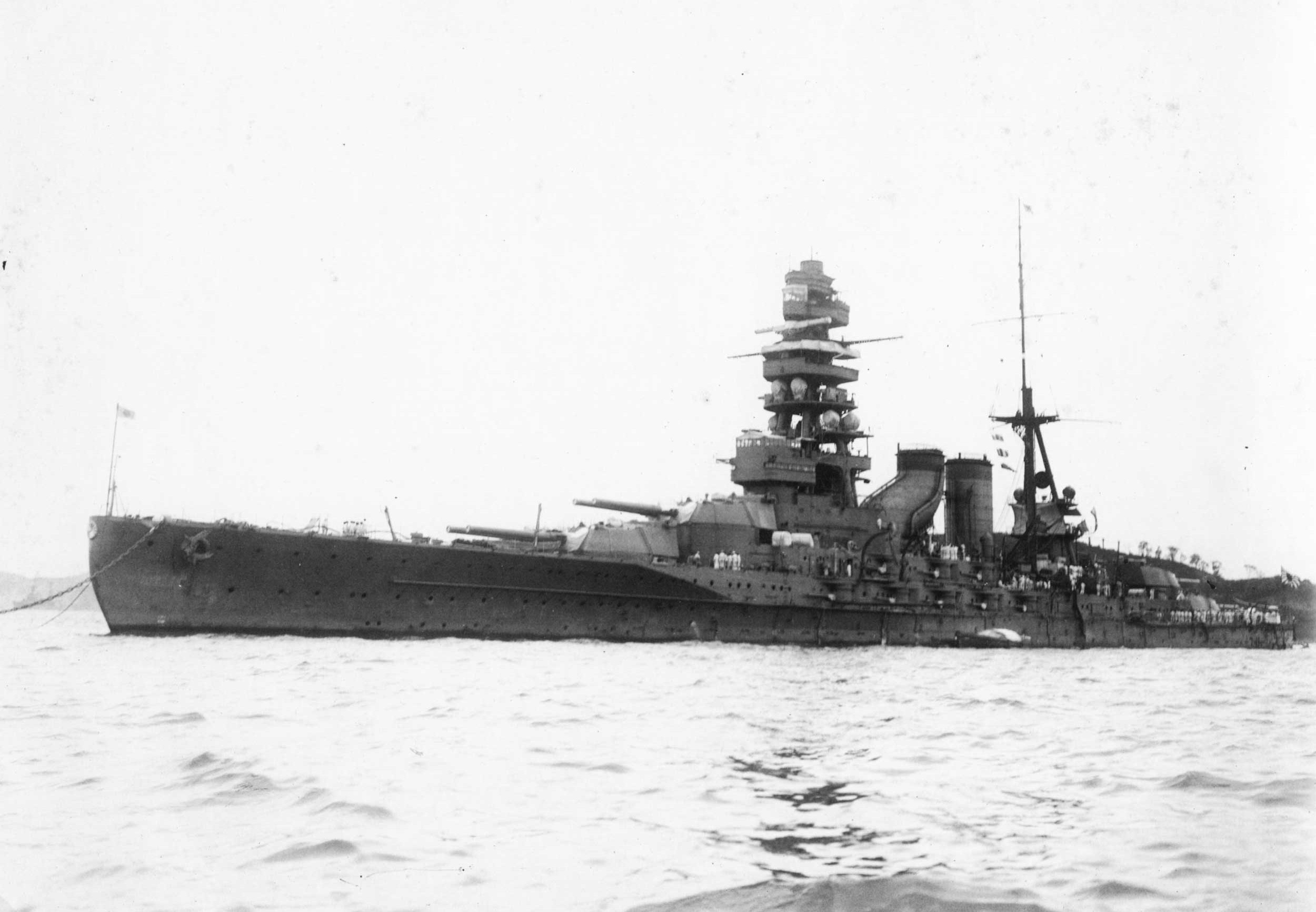
A Nagato osztályú Nagato japán csatahajó 1927-ben, hátrahajló első kéménnyel.
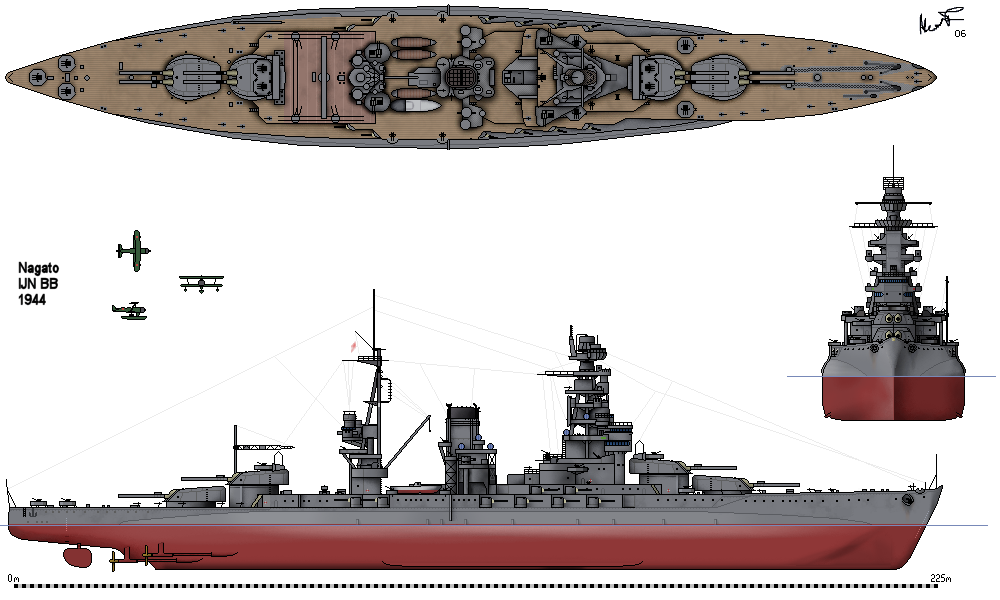
A Nagato osztályú Nagato japán csatahajó 1933-1936-os átépítését követően, 1944-es állapotában.
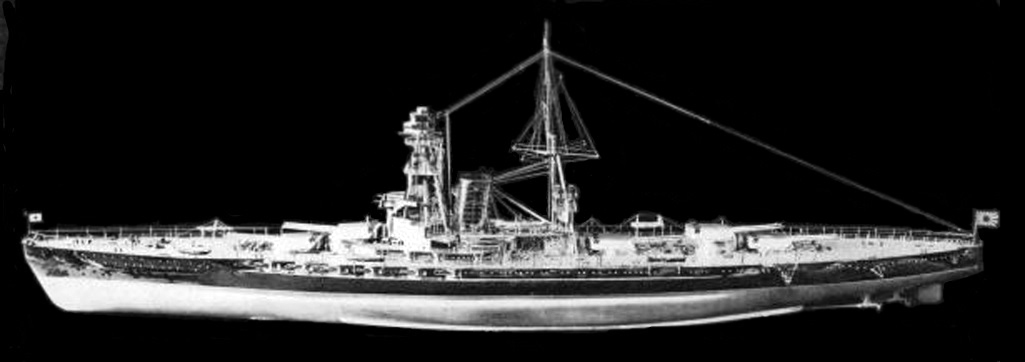
A Tosza osztályú Kaga japán csatahajó modellje.

## Amerikai szuper-dreadnought csatahajók
Az amerikai szuper-dreadnought csatahajók közé a New York osztály egységei (USS New York, USS Texas – 10 db (5 x 2) 356 mm L/45 ágyú), valamint az all or nothing (mindent, vagy semmit) felépítésű páncélzattal ellátott, sztenderd típusú csatahajók (Standard-type battleship) tartoztak: a Nevada osztály (USS Nevada, USS Oklahoma – 10 db (2 x 3, 2 x 2) 356 mm L/45 ágyú), a Pennsylvania osztály (USS Pennsylvania, USS Arizona – 12 db (4 x 3) 356 mm L/45 ágyú), a New Mexico osztály (USS New Mexico, USS Mississippi, USS Idahoe – 12 db (4 x 3) 356 mm L/50 ágyú), a Tennessee osztály (USS Tennessee, USS California – 12 db (4 x 3) 356 mm L/50 ágyú), a Colorado osztály (USS Colorado, USS Maryland, USS West Virginia és a befejezetlen USS Washington – 8 db (4 x 2) 406 mm L/45 ágyú). Szintén ide sorolható a washingtoni haditengerészeti szerződés rendelkezései miatt, kezdetleges állapotban 1922-ben félbehagyott hat South Dakota osztályú (USS South Dakota, USS Indiana, USS Montana, USS North Carolina, USS Iowa, USS Massachusetts – 12 db (4 x 3) 406 mm L/50 ágyú) csatahajó is.

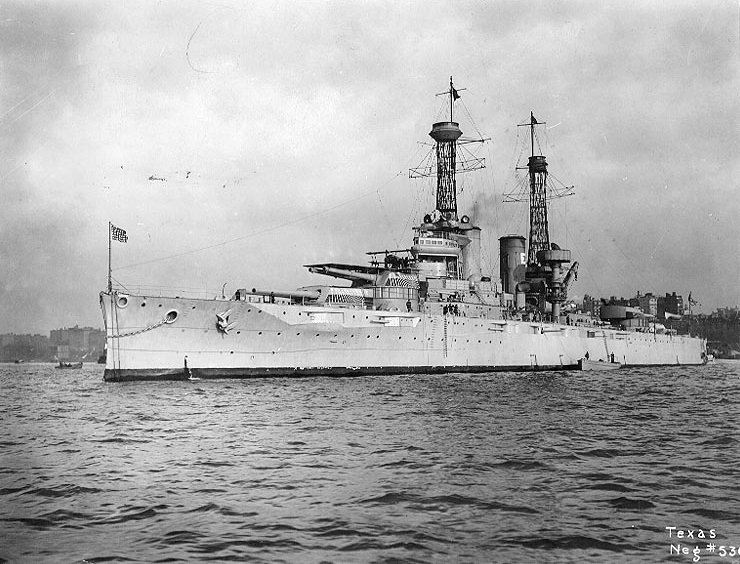
A New York osztályú USS Texas (BB-35) amerikai csatahajó eredeti állapotában.
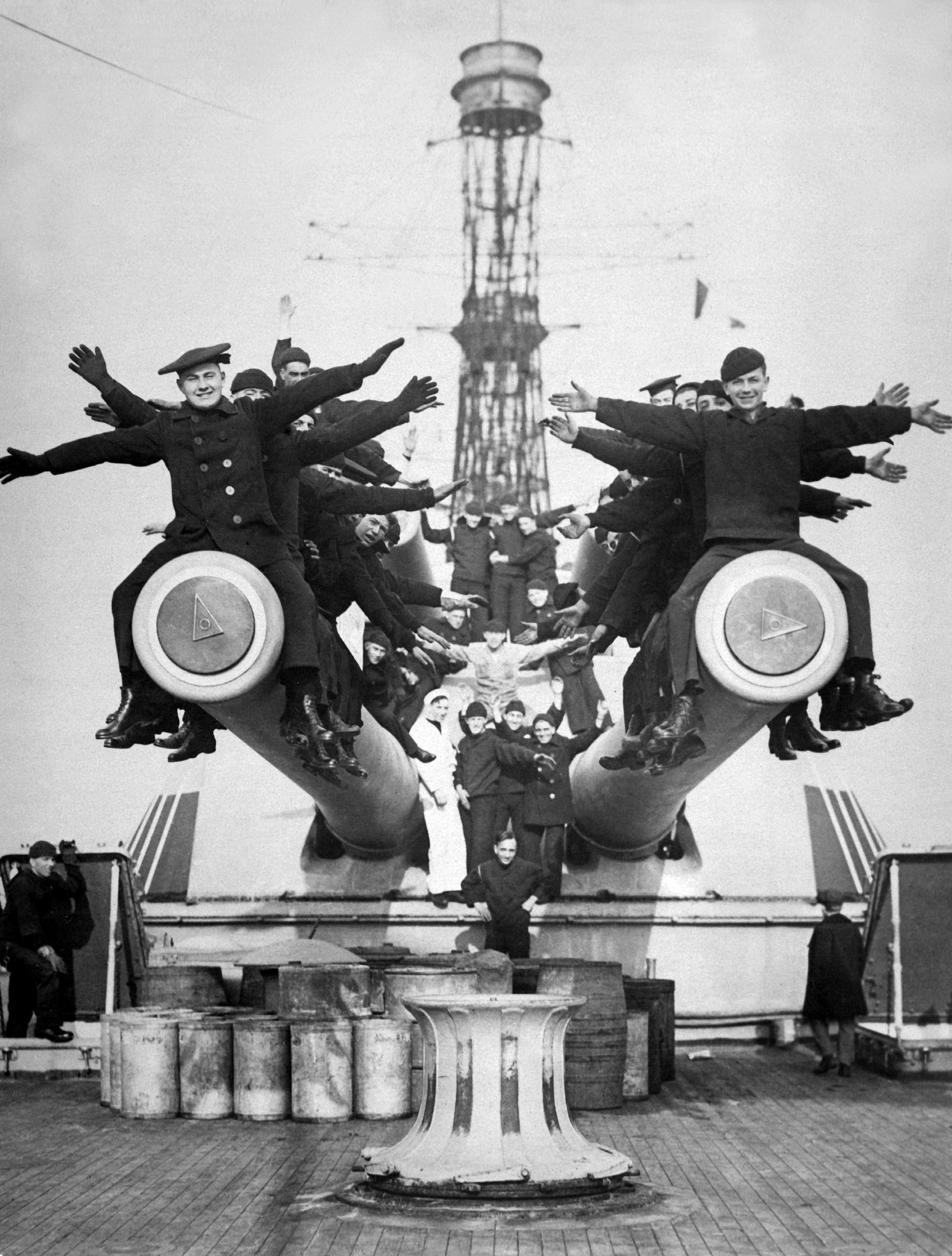
A New York osztályú USS Texas (BB-35) amerikai csatahajó egyik 356 mm L/45 ágyús lövegtornya 1918-ban.
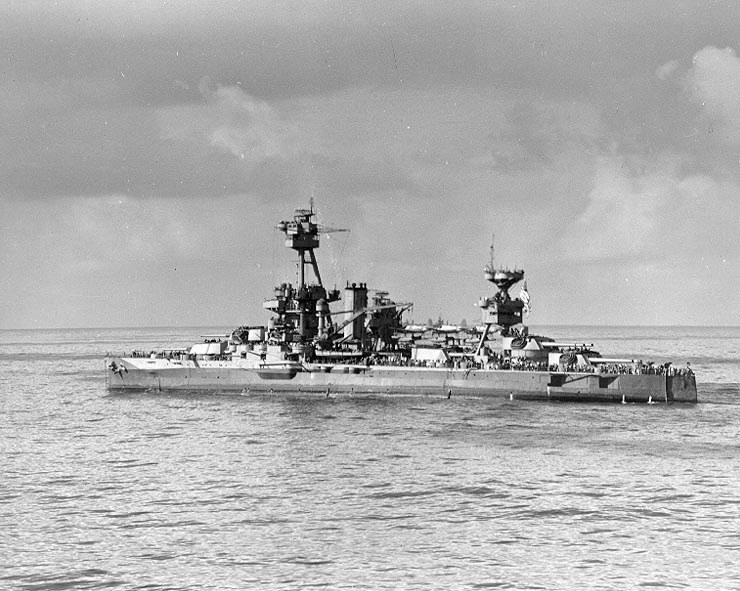
A New York osztályú USS New York (BB-34) amerikai csatahajó átépítése után, 1942-ben.
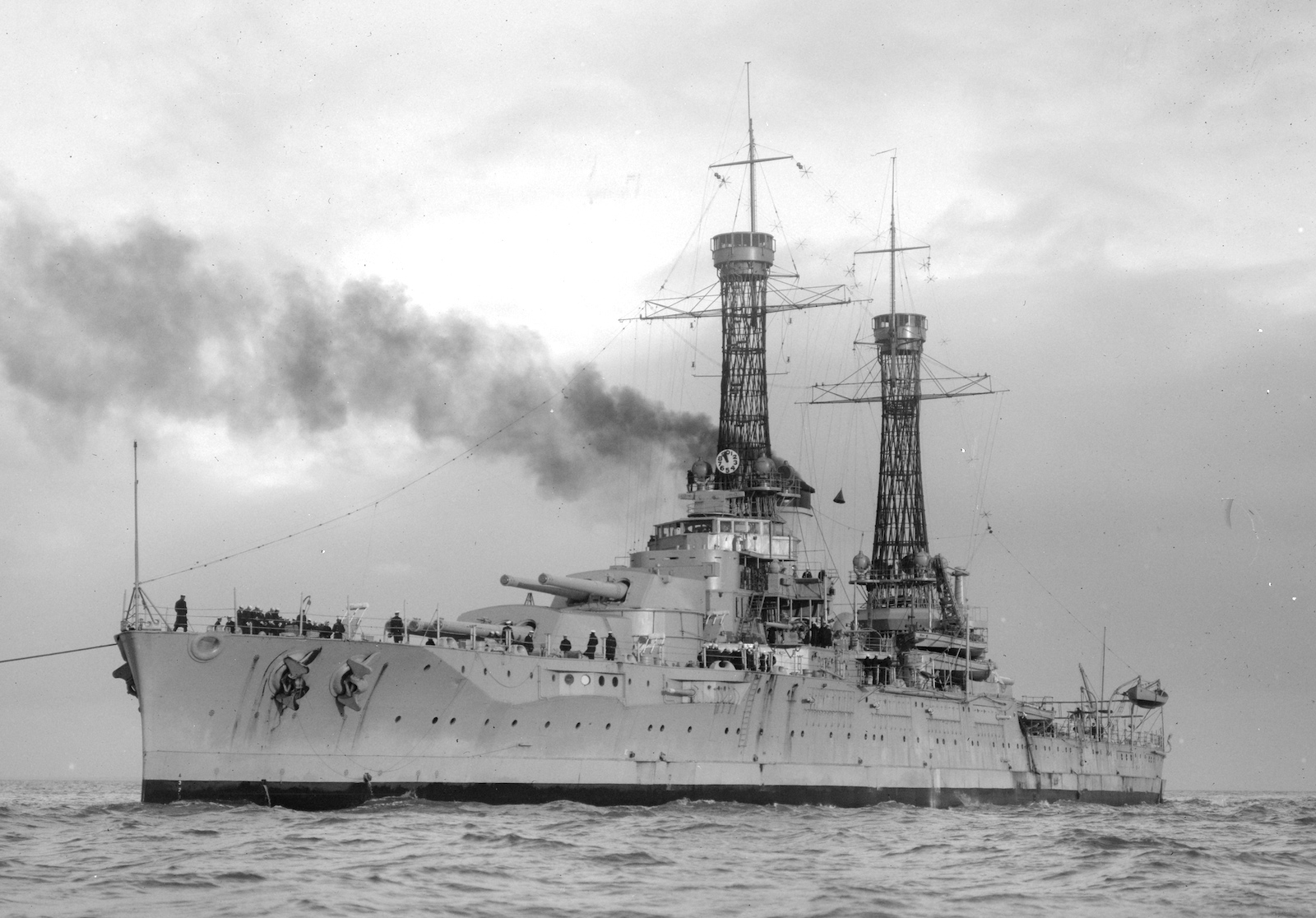
A Nevada osztályú USS Nevada (BB-36) amerikai csatahajó eredeti állapotában, 1925-ben.
A Nevada osztályú USS Nevada (BB-36) amerikai csatahajó eredeti állapotában, 1927 előtt.
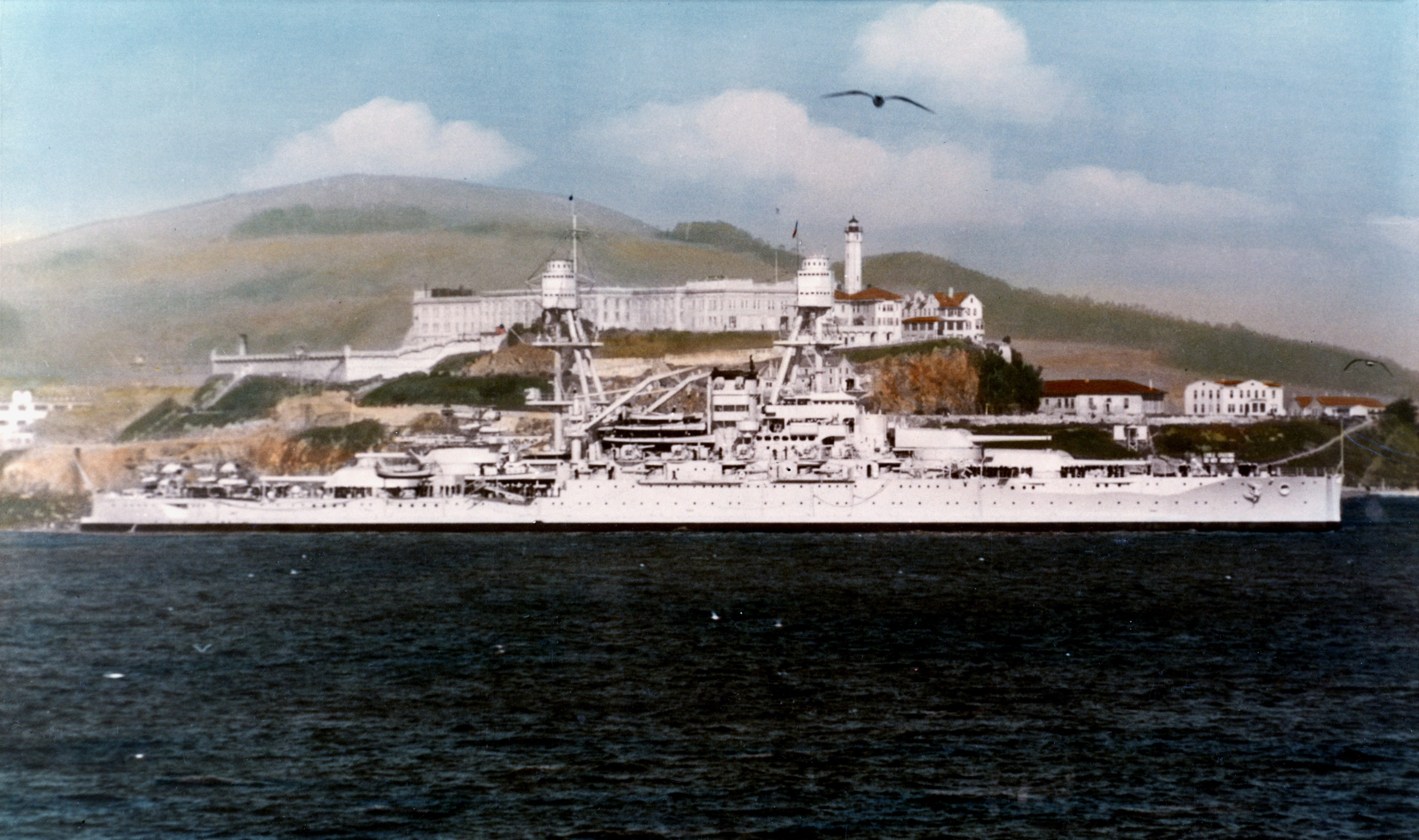
A Nevada osztályú USS Oklahoma(BB-37) amerikai csatahajó az 1930-as években, átépítését és modernizációját követően.
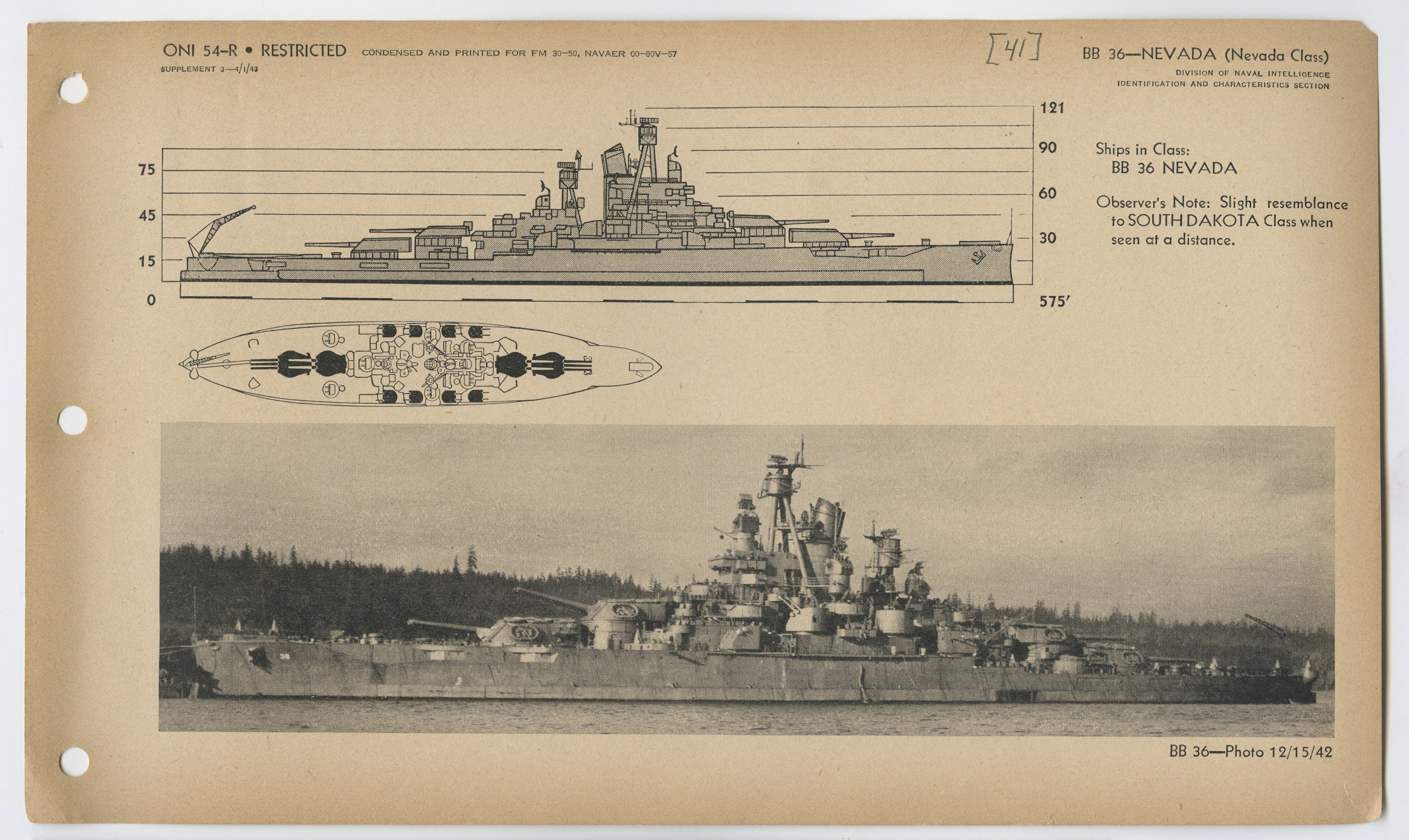
A Nevada osztályú USS Nevada (BB-36) csatahajó második, 1942-es átépítését és modernizációját követően.
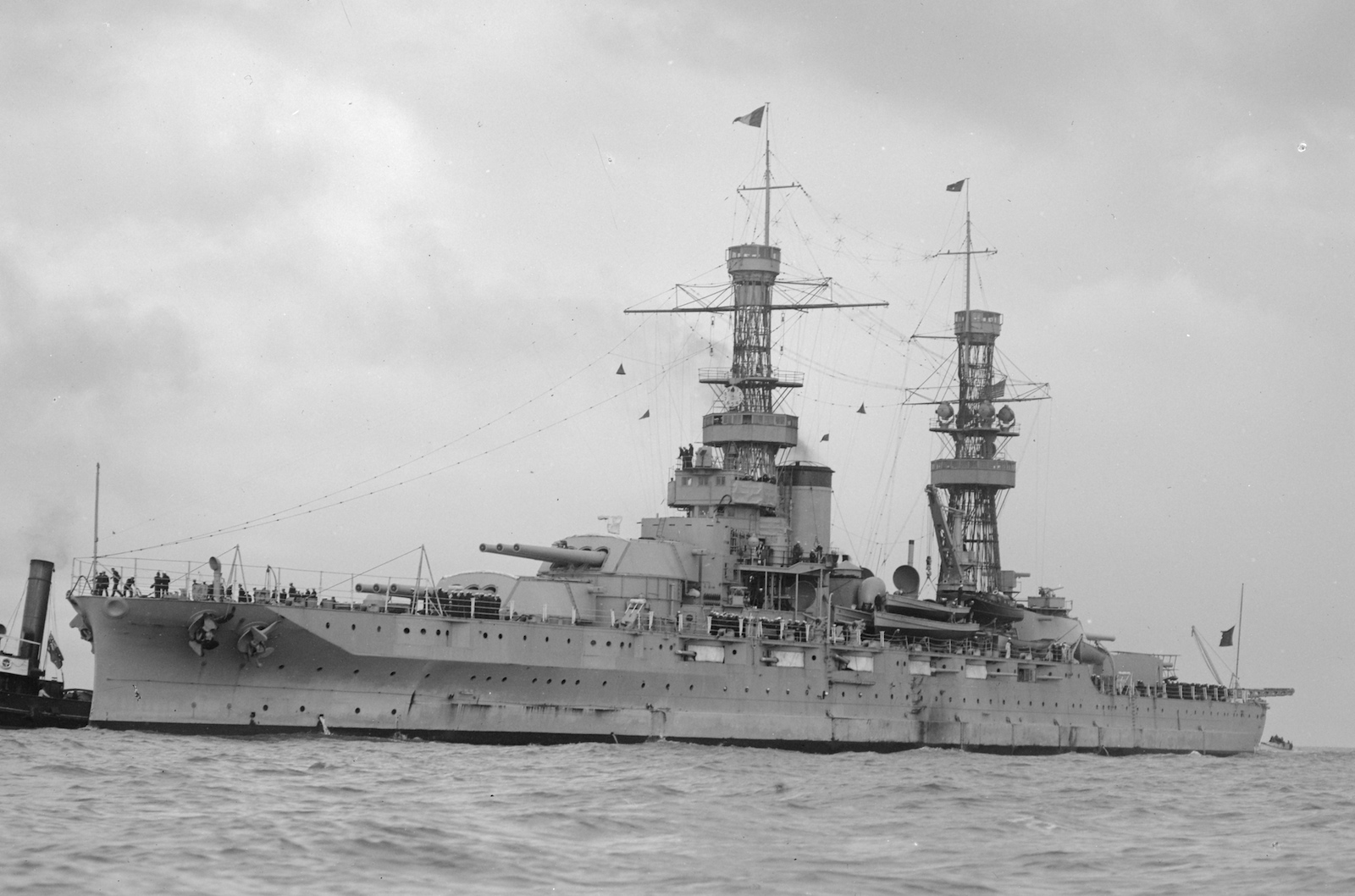
A Pennsylvania osztályú USS Pennsylvania (BB-38) csatahajó rácsszerkezetes árbocokkal, 1925-ben.
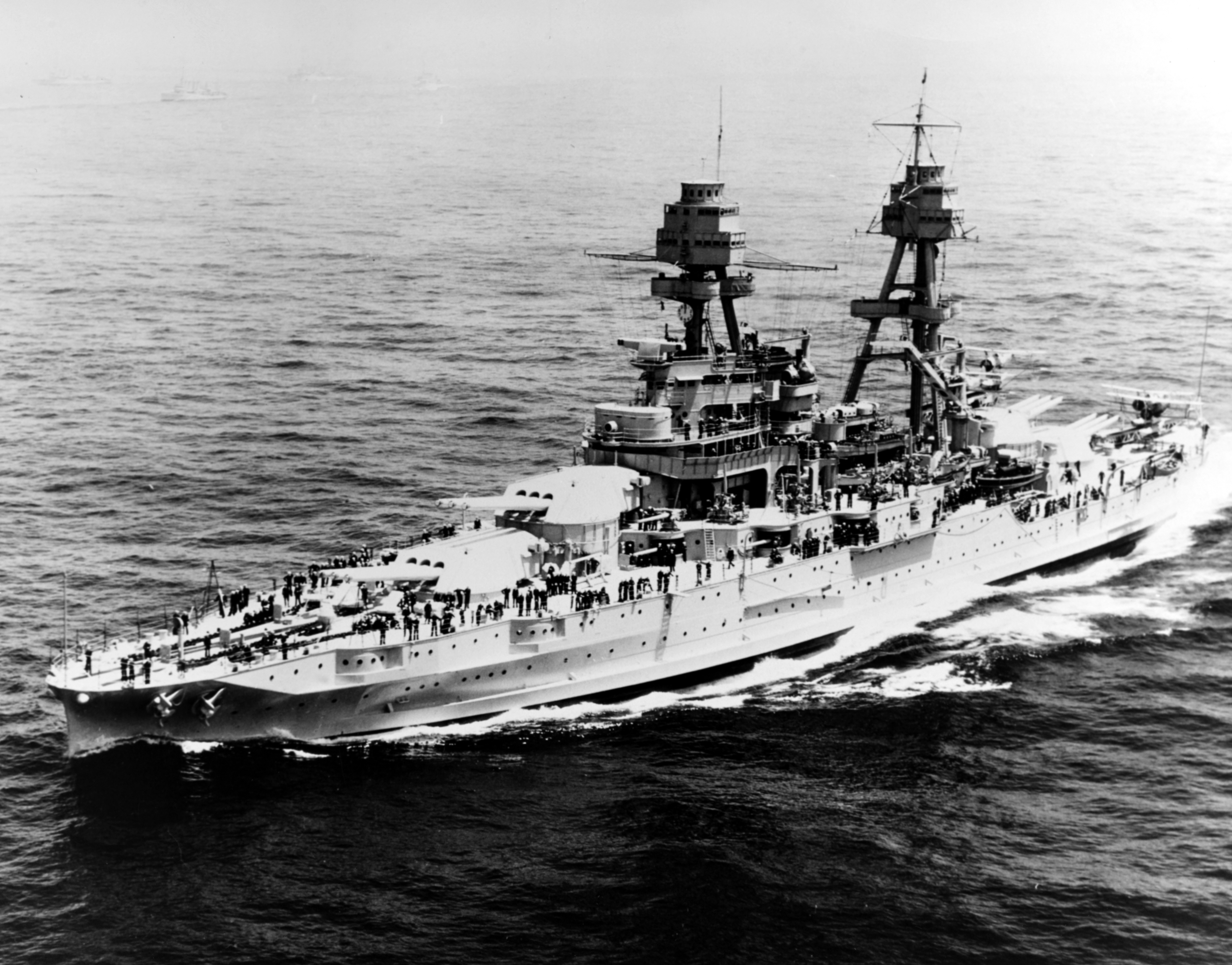
A Pennsylvania osztályú USS Pennsylvania (BB-38) csatahajó első átépítését és modernizációját követően, háromlábú árbocokkal 1934-ben.
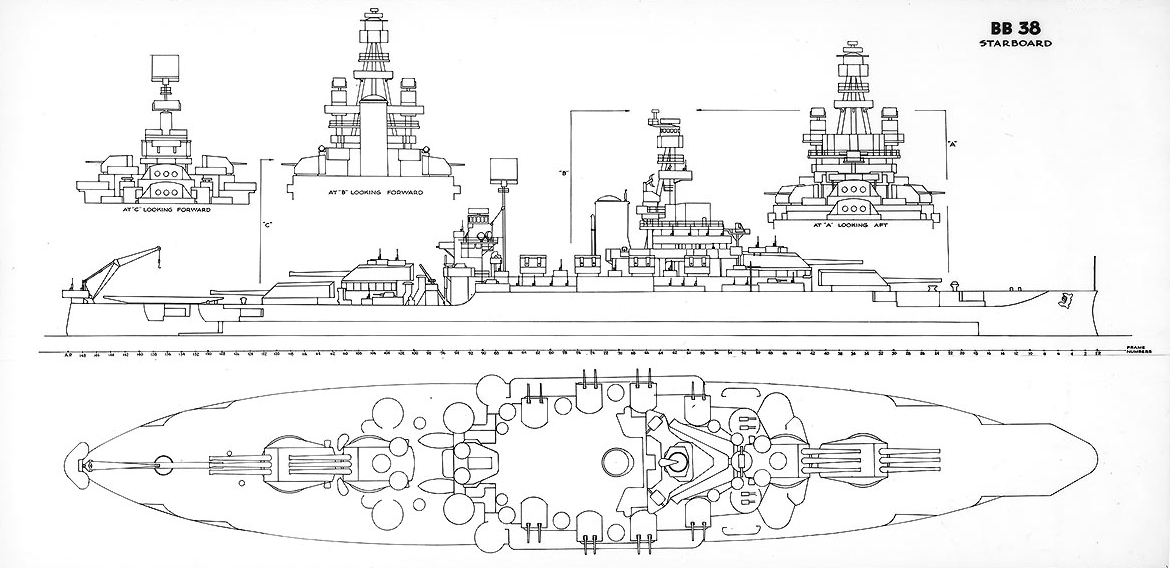
A USS Pennsylvania (BB-38) csatahajó jellegrajza 1942-es, második átépítését követően.
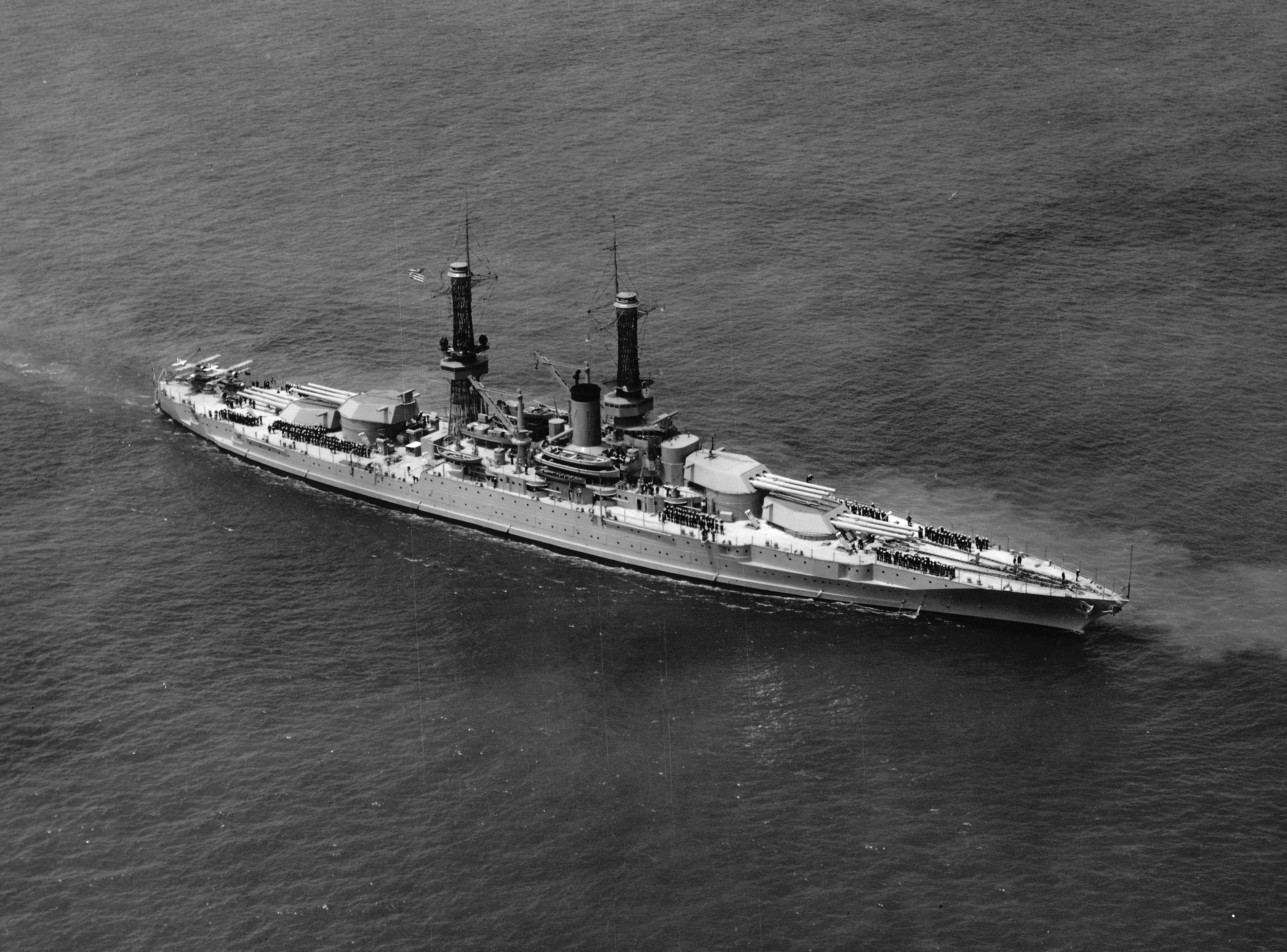
A New Mexico osztályú USS Idaho (BB-42) csatahajó eredeti állapotában, 1927-ben.
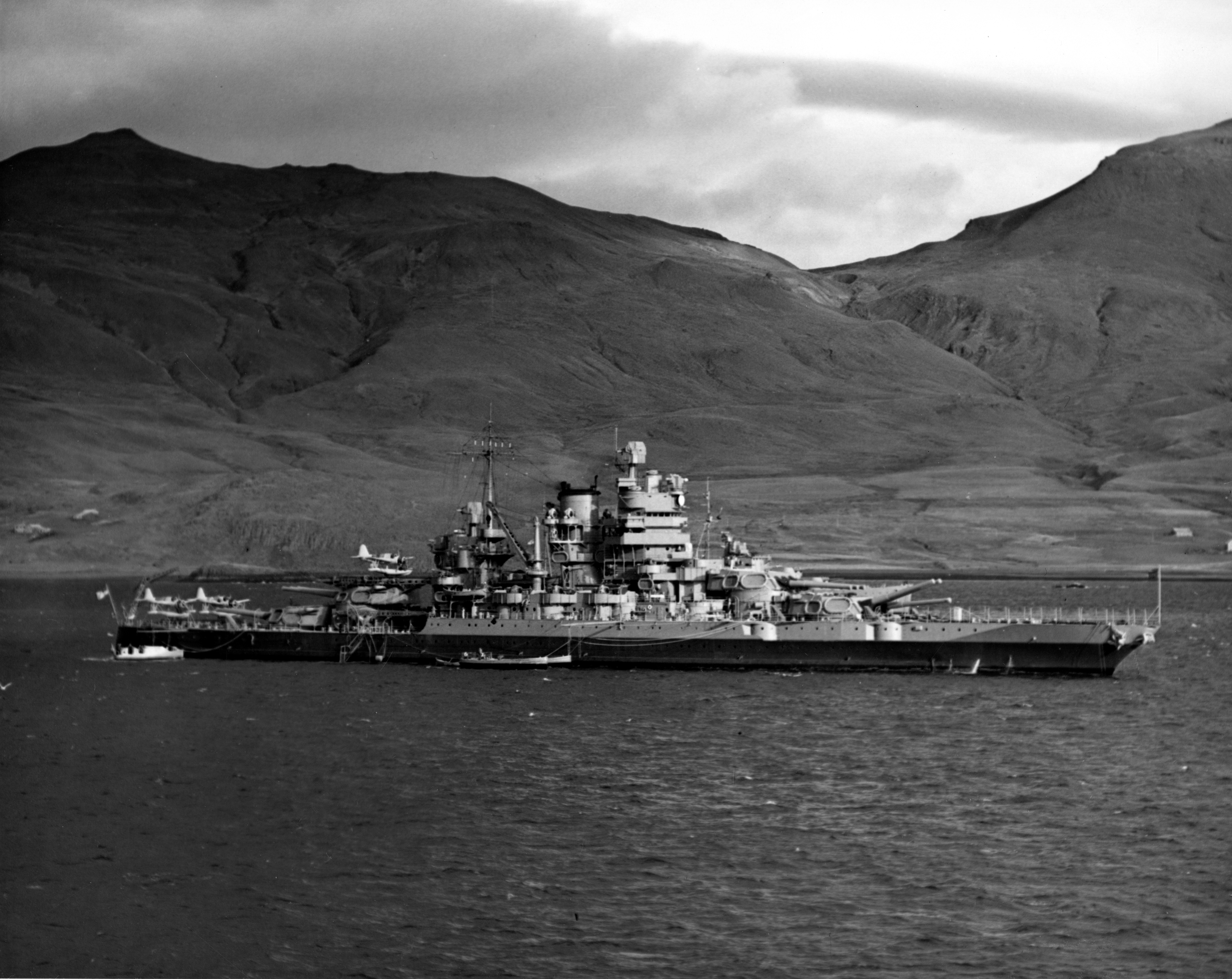
A New Mexico osztályú USS Idaho (BB-42) csatahajó átépítését és modernizációját (1931-1934) követően, 1941-ben, Izlandon.
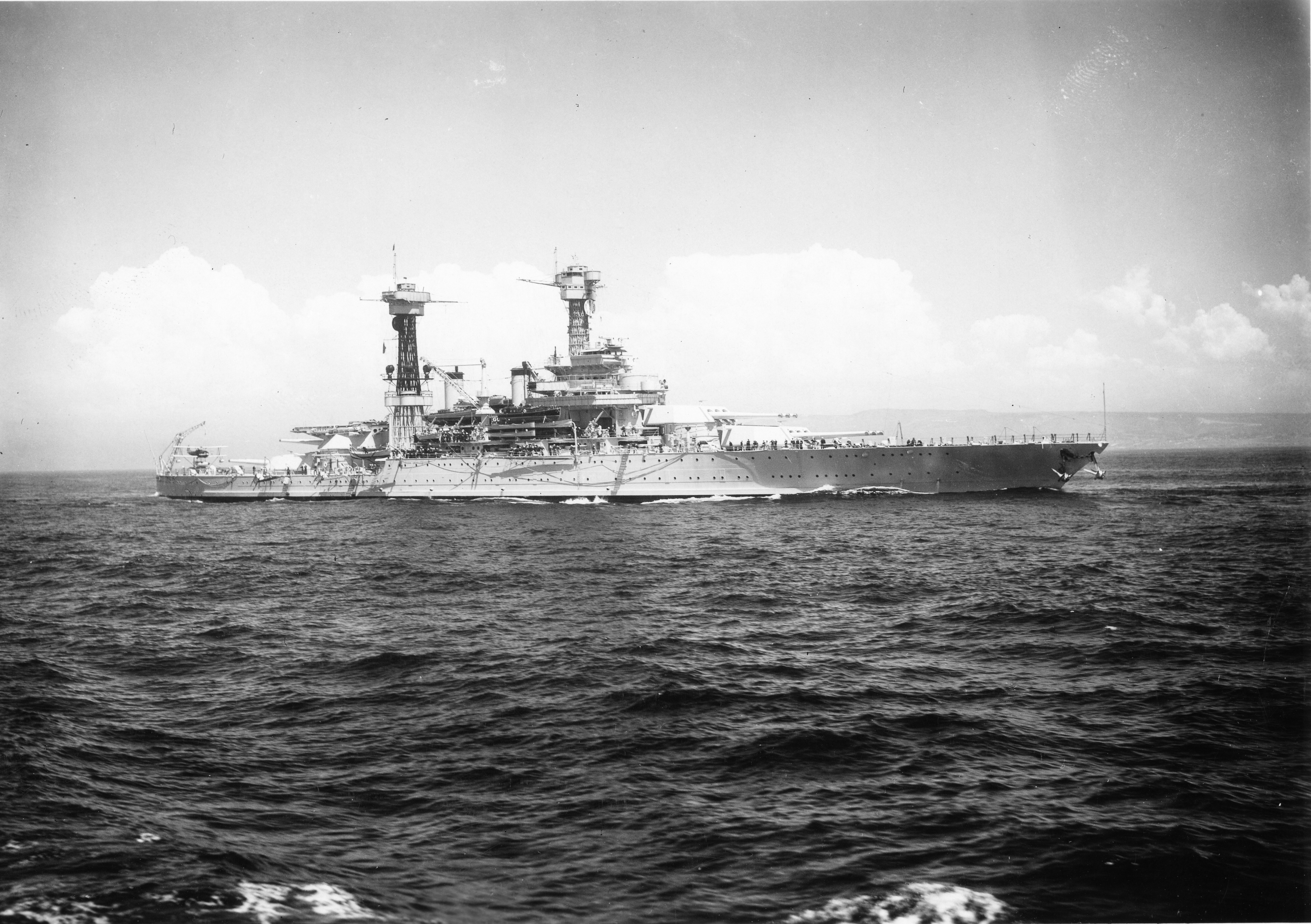
A Tennessee osztályú USS California (BB-44) amerikai csatahajó az 1930-as években.
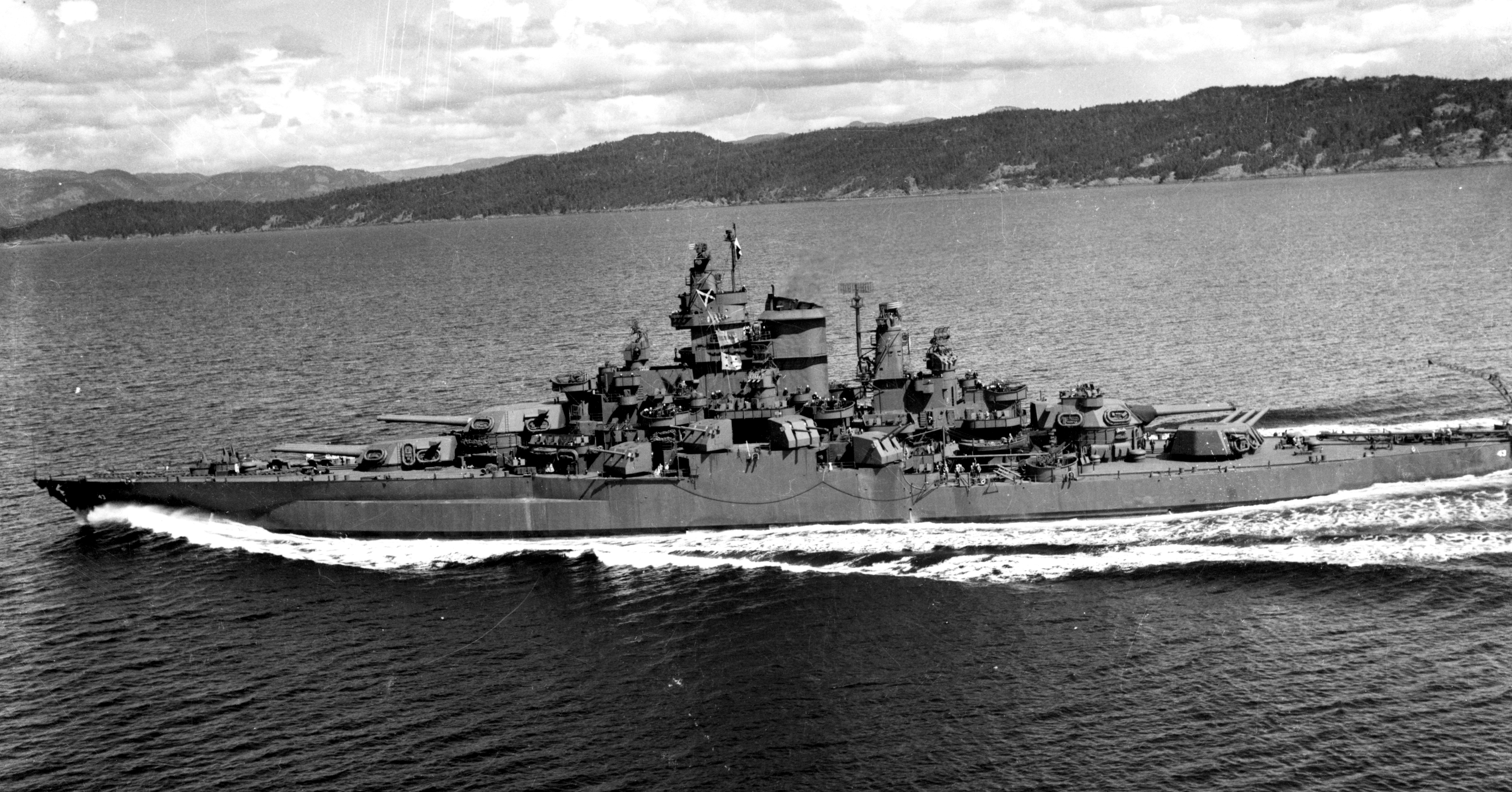
A Tennessee osztályú USS Tennessee (BB43) amerikai csatahajó 1943-as átépítése és modernizációja után.
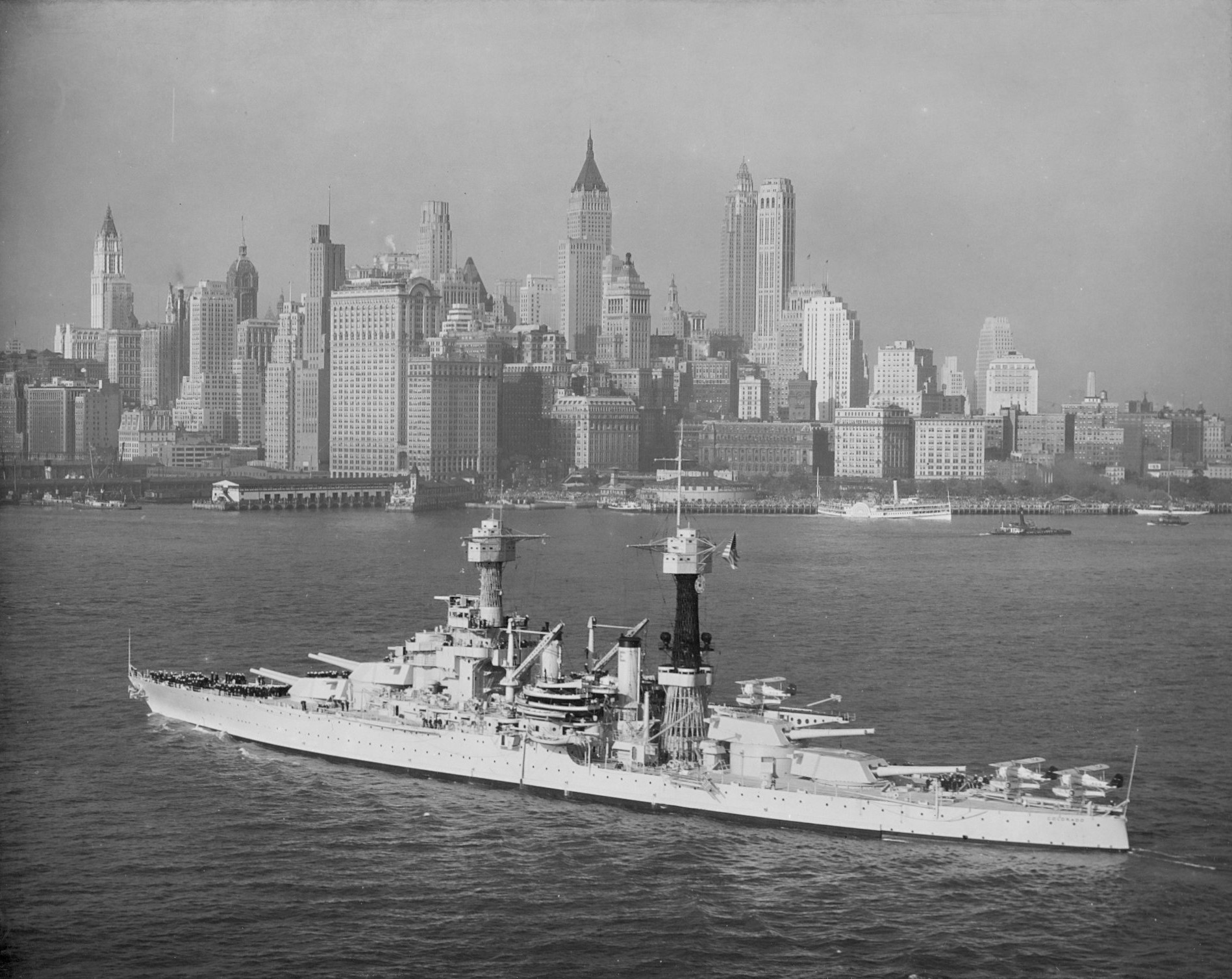
A Colorado osztályú USS Colorado (BB-45) amerikai csatahajó New York felhőkarcolóinak előterében, 1932-ben.]
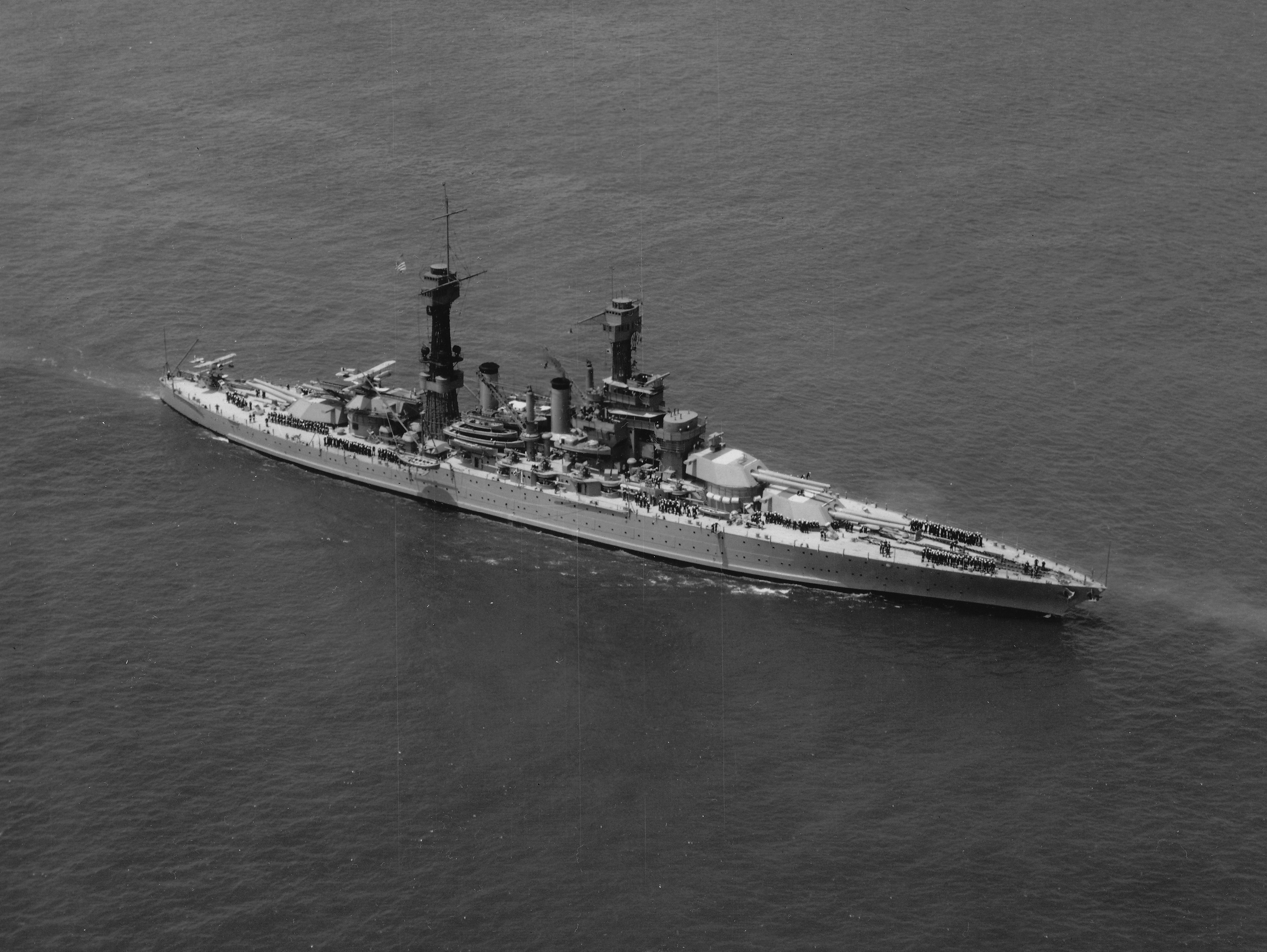
A Colorado osztályú USS West Virginia (BB-48) csatahajó 1927-ben.
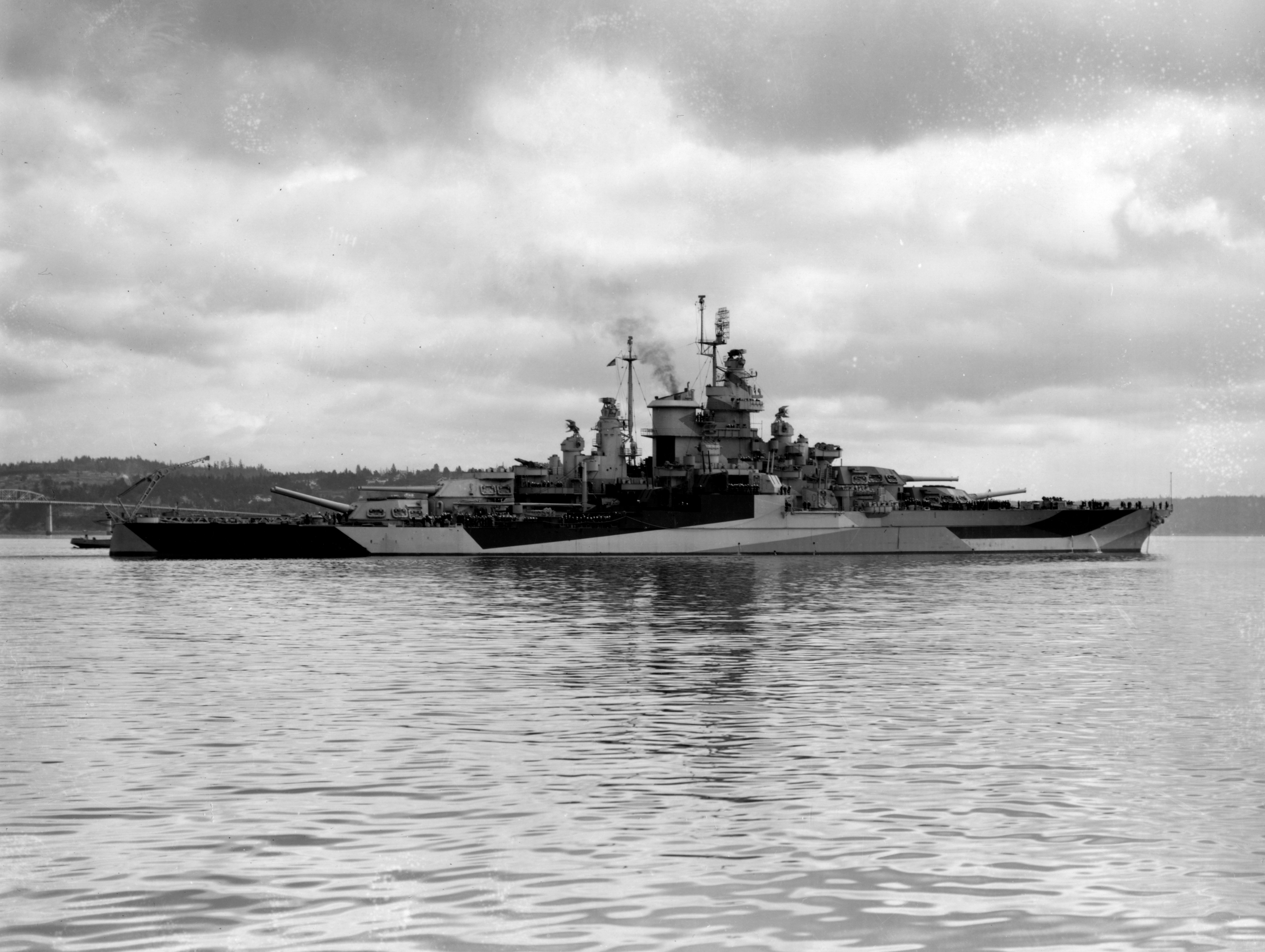
A Colorado osztályú USS West Virginia (BB-48) csatahajó átépítését és modernizációját követően, 1944-ben.
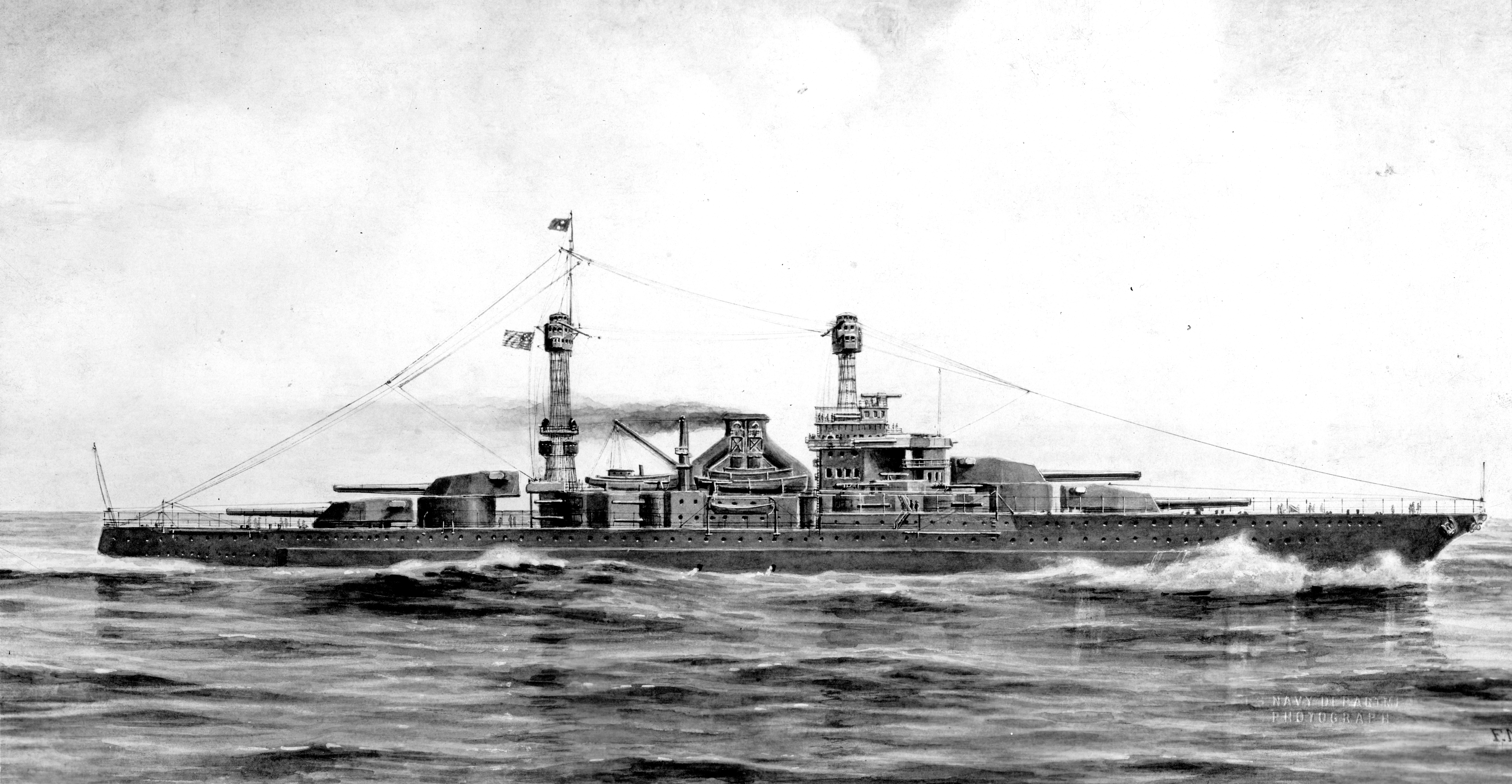
A South Dakota osztály tervezett csatahajóinak rajza. a hat egység építését a washingtoni haditengerészeti szerződés korlázozásai miatt félbehagyták.